# Leeuwarden (stad)
Leeuwarden (uitspraakⓘ; Stadsfries en Stellingwerfs: Liwwadden of Leewadden; Fries: Ljouwert ([’ljɔ.ṷ(ə)t], [’lɔ.ṷət]), Bildts: Luwt) is een stad in Noord-Nederland en de hoofdstad van de provincie Friesland, de hoofdplaats van de gelijknamige gemeente Leeuwarden en een van de oudste steden van Noord-Nederland.
Belangrijke sectoren in de stad zijn de financiële en zakelijke dienstverlening, de overheid en de non-profitsector. De stad is de grootste van de Friese elf steden. In 2023 telde de stad 95.890 inwoners. In het postcodegebied van de stad liggen de buurtschappen Barrahuis en Vierhuis. Ook verschillende andere plaatsen zijn in Leeuwarden opgenomen, zoals het voormalige dorp Huizum en de voormalige buurtschap Schilkampen.

## Geschiedenis

### Ontstaan

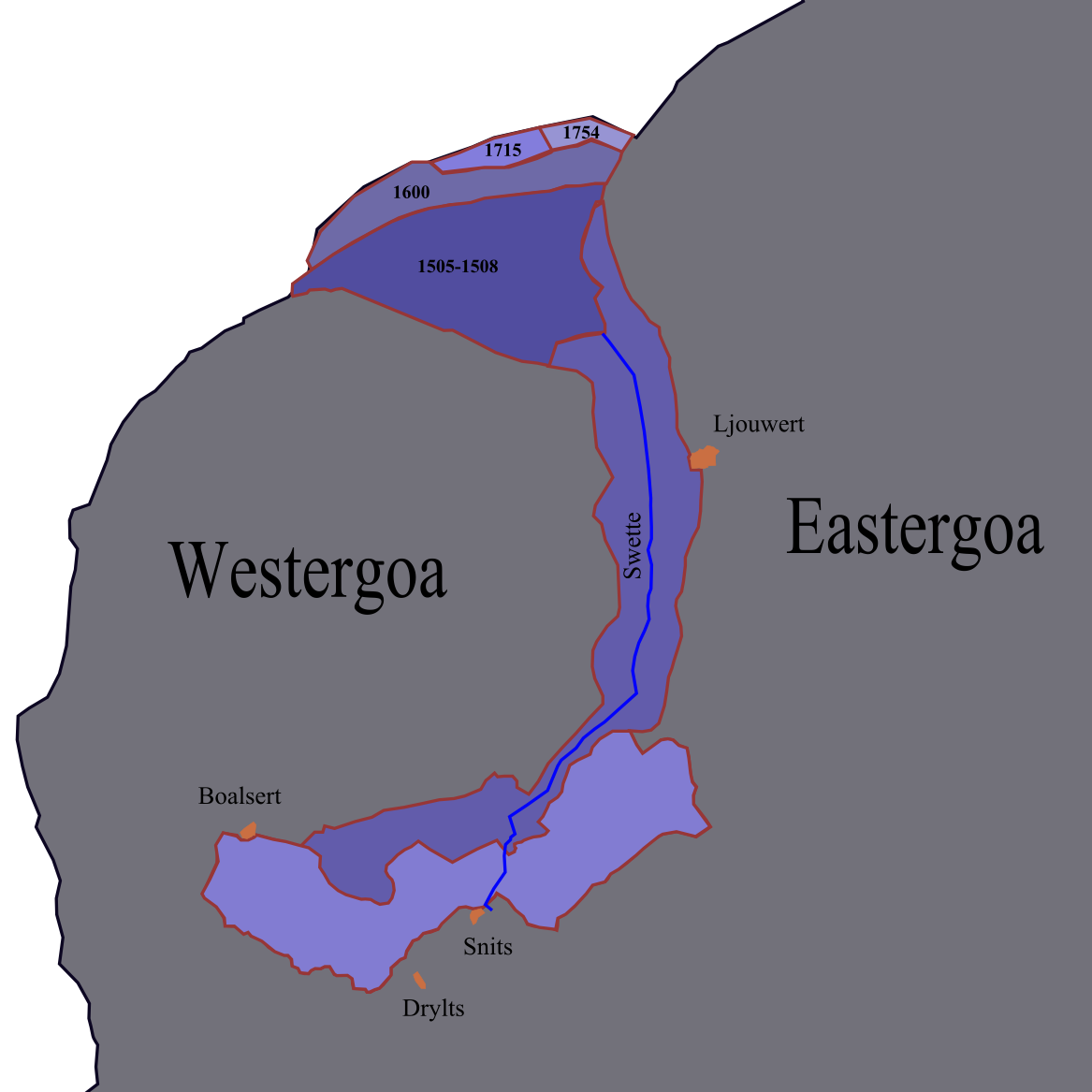
Vroeger lag Leeuwarden aan de Middelzee, die tussen 1200 en 1300 dichtslibde

De geschiedenis van Leeuwarden gaat terug tot in de Romeinse tijd. Toen woonden er al mensen op de plek waar nu de Oldehove staat. Leeuwarden is ontstaan op terpen die werden opgeworpen aan een inham van de Middelzee die in de dertiende eeuw dichtslibde en werd ingepolderd. De riviertjes Ee, Vliet en Potmarge mondden bij deze terpen uit in zee.
De naam Leeuwarden duikt voor het eerst op in een schenkingsakte uit de achtste eeuw. In dit document van de abdij van Fulda spreekt men van villa Lintarwde.
De terpbewoners hielden zich bezig met landbouw, visserij en scheepvaart. Leeuwarden lag gunstig aan zee en onderhield handelscontacten met andere handelsplaatsen zoals Lübeck en met de Oostzeelanden. Op de terpen ontstonden drie nederzettingen: Oldehove, Nijehove en Hoek.
Oldehove, dat van oudsher een uithof van de Abdij van Corvey in Duitsland was, had in het midden van de twaalfde eeuw al een kerk, gewijd aan de heilige Vitus. In akten uit de veertiende eeuw komt de Sint-Vituskerk van Oldehove voor onder de naam Liiewardensis.
In Oldehove stond de oudste parochiekerk van Leeuwarden. Vandaar dat Oud-Leeuwarden ook wel Nijehove werd genoemd, vanwege de nieuwere kerk. Oud-Leeuwarden, oftewel Nijehove, werd al in 1285 in een Duitse handelsakte aangeduid als stad.
Hoek was de kleinste van deze nederzettingen en was deels eigendom van de adellijke familie Cammingha. Zij hadden hier een stins staan en hadden er tevens een kerk gesticht. Er zijn zes oorkondes bewaard gebleven over het ontstaan van de stad Leeuwarden, waarvan twee over de vereniging van Leeuwarden gaan die op 21 januari 1435 plaatsvond. Negen jaar eerder was er al een officieel besluit tot samenvoeging. Voordat Oud-Leeuwarden werd samengevoegd met Oldehove en Hoek had de plaats al stadsgrachten.
Tussen 1200 en 1300 slibde de Middelzee dicht en nam de handel af vanwege het ontbreken van een haven. De nadruk van de handel werd toen meer gelegd op de nabije regio. In 1392 stonden de omringende grietenijen (gemeenten) de magistraat van de stad hoge rechtspraak toe.

### Stadsrechten

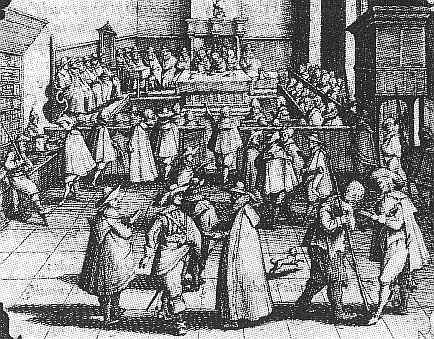
Na 250 jaar zelfbestuur werd Friesland in 1498 onderworpen aan Albrecht van Saksen. In Leeuwarden zetelde vanaf toen het Hof van Friesland.

In 1435, hetzelfde jaar dat Oldehove, Nijehove en Hoek samengevoegd werden tot één stad, Leeuwarden, kreeg Leeuwarden stadsrechten.
De 15e eeuw werd beheerst door de strijd tussen Schieringers en Vetkopers. In het algemeen schaarden de steden en het platteland zich achter de Schieringers. Leeuwarden was het bolwerk van de Vetkopers. De partijstrijd leidde tot de bouw van nieuwe verdedigingswerken. Albrecht van Saksen had in 1498 negen weken nodig om Leeuwarden in te nemen, om het intern verdeelde Friesland te kunnen onderwerpen.
In 1523 werden te Leeuwarden de prominente rebellenleider en piraat Wijerd Jelckama en de laatste overlevende leden van de Arumer Zwarte Hoop (ook wel Gelderse Friezen genaamd) onthoofd. De dood van Jelckama, die de neef was van Grote Pier, markeerde een einde in een lange periode van Friese opstanden sinds 1515.
Na de onderwerping door Albrecht van Saksen werd Leeuwarden de zetel van het Hof van Friesland dat zich bezighield met bestuur en rechtspraak. Dit college kreeg in 1571 een eigen onderkomen, de Kanselarij. In dezelfde tijd werd in Leeuwarden ook het kerkelijk gezag gevestigd. De Sint-Vituskerk werd de zetel van de deken en de belangrijkste kerk van Friesland. Alle landsheren en stadhouders werden in deze kerk ingehuldigd. In 1559 werd Leeuwarden tot bisschopszetel verheven van het nieuw opgerichte bisdom Leeuwarden. Cunerus Petri, de enige bisschop, belandde bij de calvinistische machtsovername korte tijd in het gevang en vertrok daarna definitief uit Friesland. De Sint-Vituskerk werd in de jaren 1595 en 1596 wegens verregaande bouwvalligheid afgebroken.

### Residentie
De zestiende en zeventiende eeuw vormden een gouden tijd voor Leeuwarden. Leeuwarden kreeg aanzien doordat het eeuwenlang de residentie werd van de Nassaus die vanaf 1584 stadhouder werden van de noordelijke provincies, tot zij in 1747 uit de stad vertrokken. De Nassaus woonden in het Stadhouderlijk Hof met hun hofhouding, nu functioneert het gebouw als hotel. In deze eeuwen kwam de stad ook tot grote bloei. Het aantal inwoners steeg van 5.000 rond het jaar 1500 tot 16.000 in 1650. Dit kwam mede doordat Leeuwarden in de Republiek relatief makkelijk te bereiken was. Er waren destijds veerdiensten naar onder andere Groningen, via de Dokkumer Ee en de Stroobosser Trekvaart en Amsterdam via Harlingen over de Zuiderzee. Met plaatsen die dichterbij lagen werd veel handel gedreven door middel van smalle zeilscheepjes. Trekschuiten die door paarden op de wal werden voortgetrokken vertrokken destijds vier keer per dag vanuit Leeuwarden naar Harlingen, Bolsward, Sneek en Dokkum.

### Gouden Eeuw

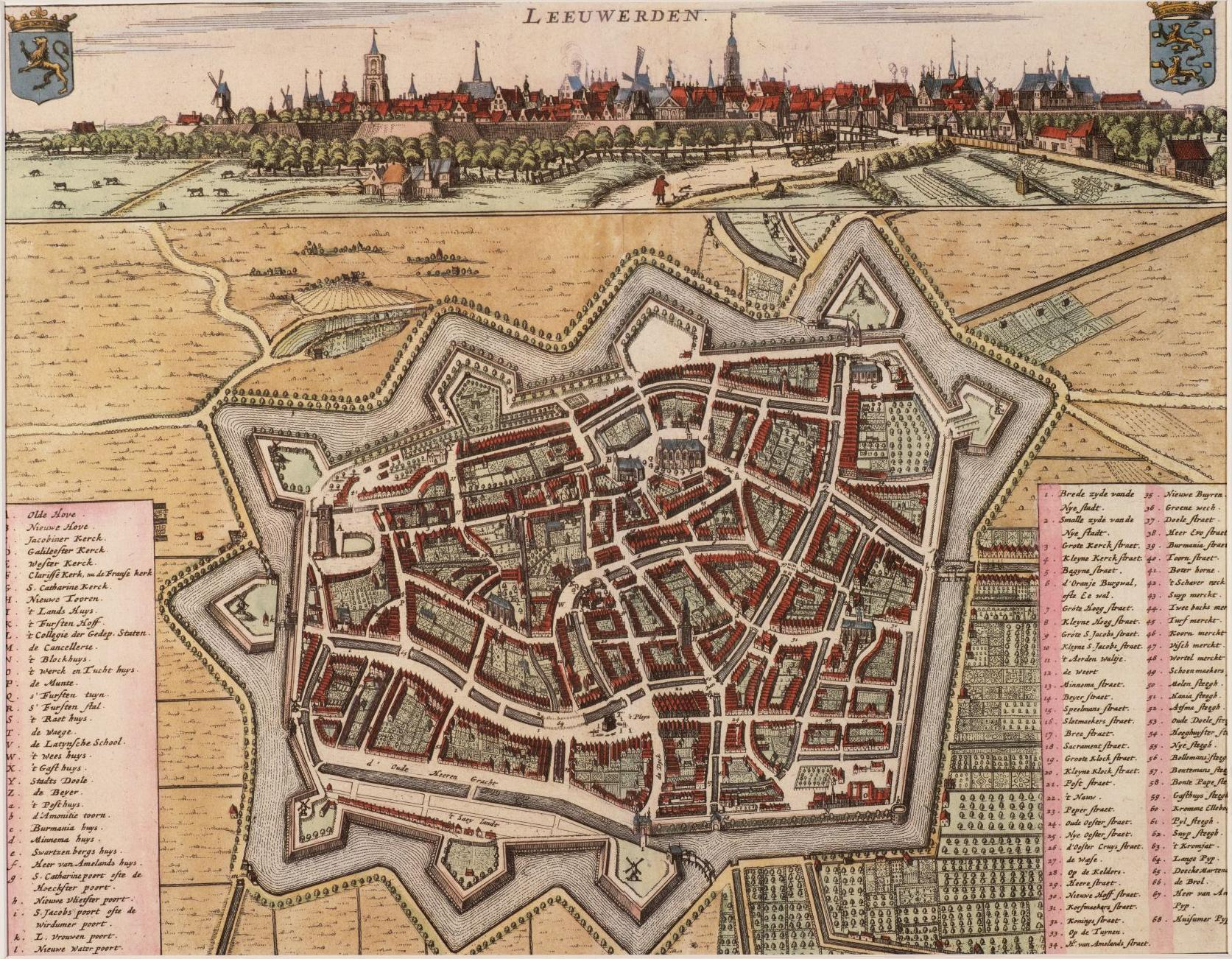
Historische kaart en stadsgezicht van Leeuwarden uit 1664

De Gouden Eeuw was ook een tijd waarin de adel op kwam in Leeuwarden. De Eewal, Grote Kerkstraat, Nieuwestad, Tweebaksmarkt en de Weaze waren destijds de deftigste straten van Leeuwarden. Hier woonden de rijke adellijke families zoals Van Martena, Van Aylva, Van Camstra en Van Burmania. Leeuwarden behoorde toen tot de tien aanzienlijkste steden van Nederland. Daarvan getuigen nu nog prachtige gebouwen als de Kanselarij (waar recht gesproken werd), het Stadhouderlijk Hof en de Waag (als centrum van de handel).

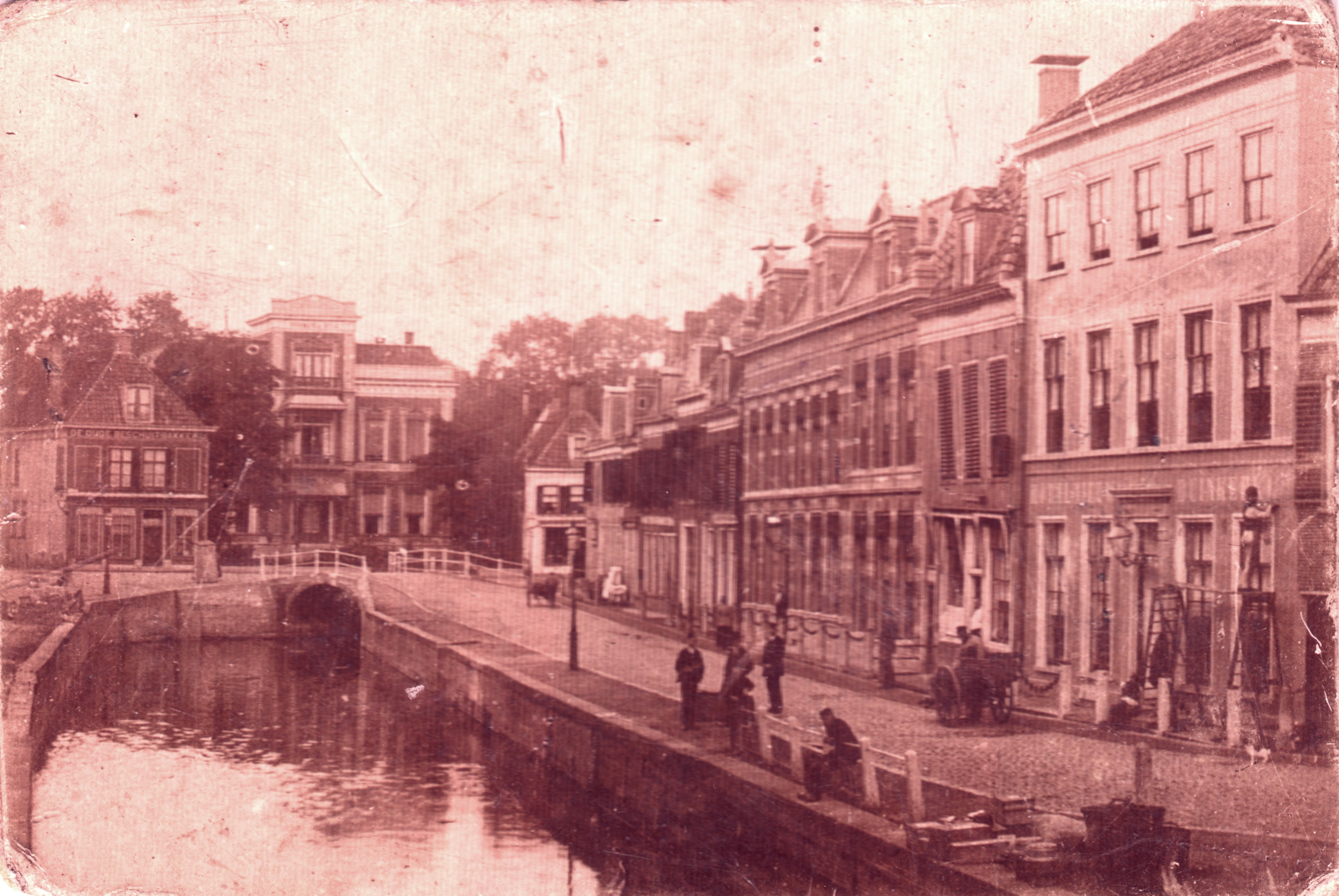
Schavernek, Leeuwarden, circa 1890

Het welvarende Leeuwarden moest wel beschermd worden tegen vijanden. Daartoe werd de stad rondom van een gracht en wallen voorzien. Deze verdedigingswerken zijn later, toen zij overbodig werden, afgebroken of tot plantsoen gemaakt. De grachten in de binnenstad zijn op die van de Nieuwestad, Voorstreek, de Tuinen, de Weaze en het noordelijke deel van het Schavernek na allemaal gedempt. De grachten die gedempt zijn betreffen onder andere die van Eewal, Tweebaksmarkt, de Flits (gracht van Voorstreek via o.a. Nieuweburen en Perkwaltje naar Boterhoek en Oldehoofsterwaterpoort), het Vliet en De Oude Herengracht (Zaailand). In de negentiende eeuw ontstonden de eerste wijken buiten de stadsgracht.
Vanaf de eerste helft van de zeventiende eeuw trokken Joden naar Leeuwarden toe. Het aantal Joden in Leeuwarden groeide tot zo'n 1.200 in de negentiende eeuw. In 1754 werd er officieel een joodse gemeente ingesteld en in 1755 werd de eerste synagoge gebouwd. Later kwam er een nieuw gebouw op dezelfde plaats, Synagoge Leeuwarden. In 1980 werd er een derde synagoge ingewijd omdat de tweede te groot bleek voor de kleine joodse gemeente die thans nog bestaat in Leeuwarden.

### Negentiende en twintigste eeuw

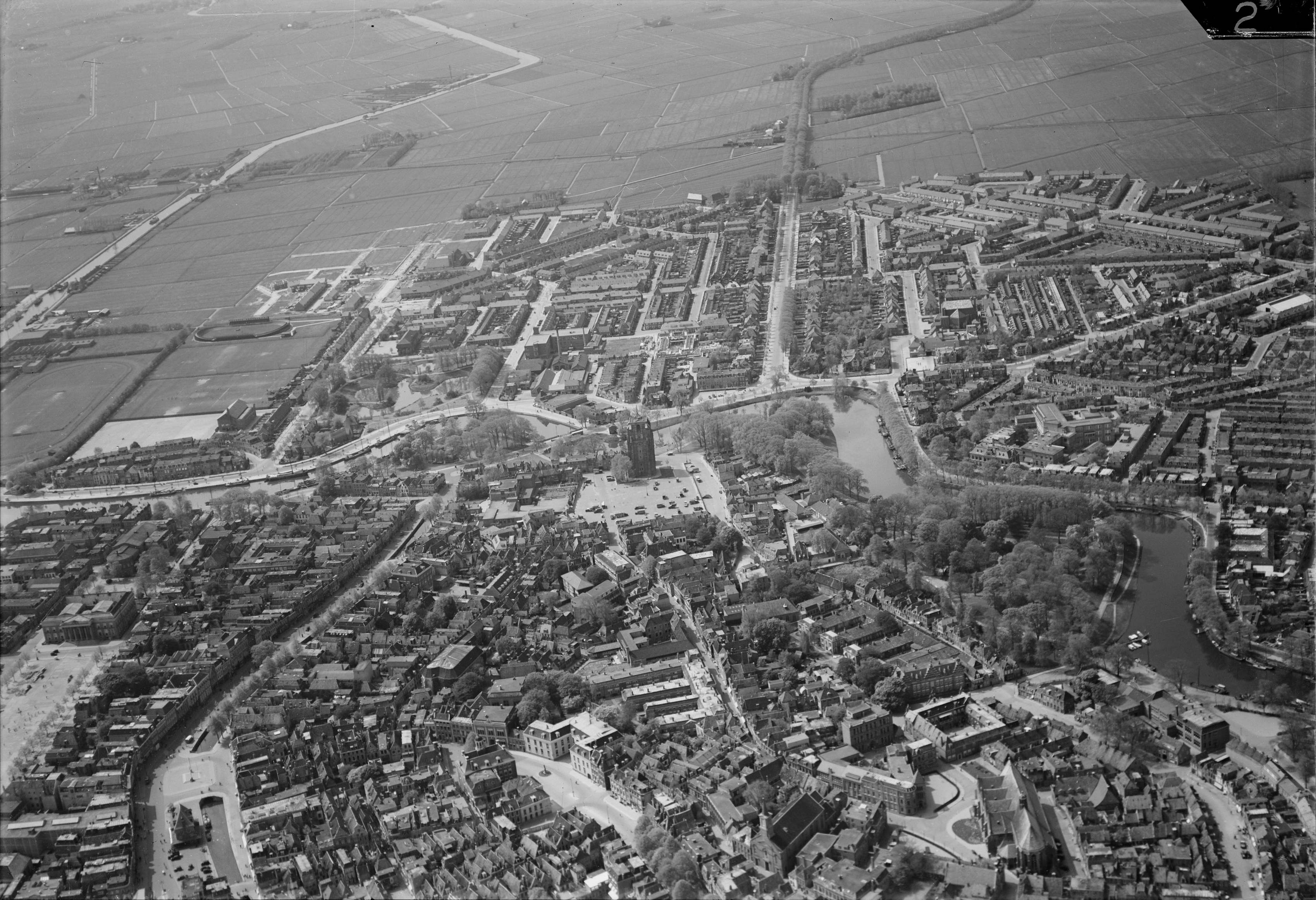
Luchtfoto uit de periode 1920-1940.

In de negentiende eeuw werden de verbindingen van de stad verbeterd. In 1827 begon het rijk met de aanleg van straatwegen van Leeuwarden naar Overijssel en naar Groningen, Harlingen, Sneek en Lemmer. Ook werden de oude trekvaarten uitgediept en verbeterd. In 1863 kwam de spoorverbinding tussen Leeuwarden en Harlingen. Snel daarna kwamen de lijnen met Zwolle, Groningen en Sneek.
In 1944 werd een deel van de gemeente Leeuwarderadeel geannexeerd, waardoor Leeuwarden er 16.000 inwoners bij kreeg. In 1951, op Kneppelfreed (Knuppelvrijdag), was Leeuwarden het toneel van de 'slag om het Zaailand', een historisch ijkpunt in de Friese taalstrijd.

## Geografie en bevolking

### Wijkindeling

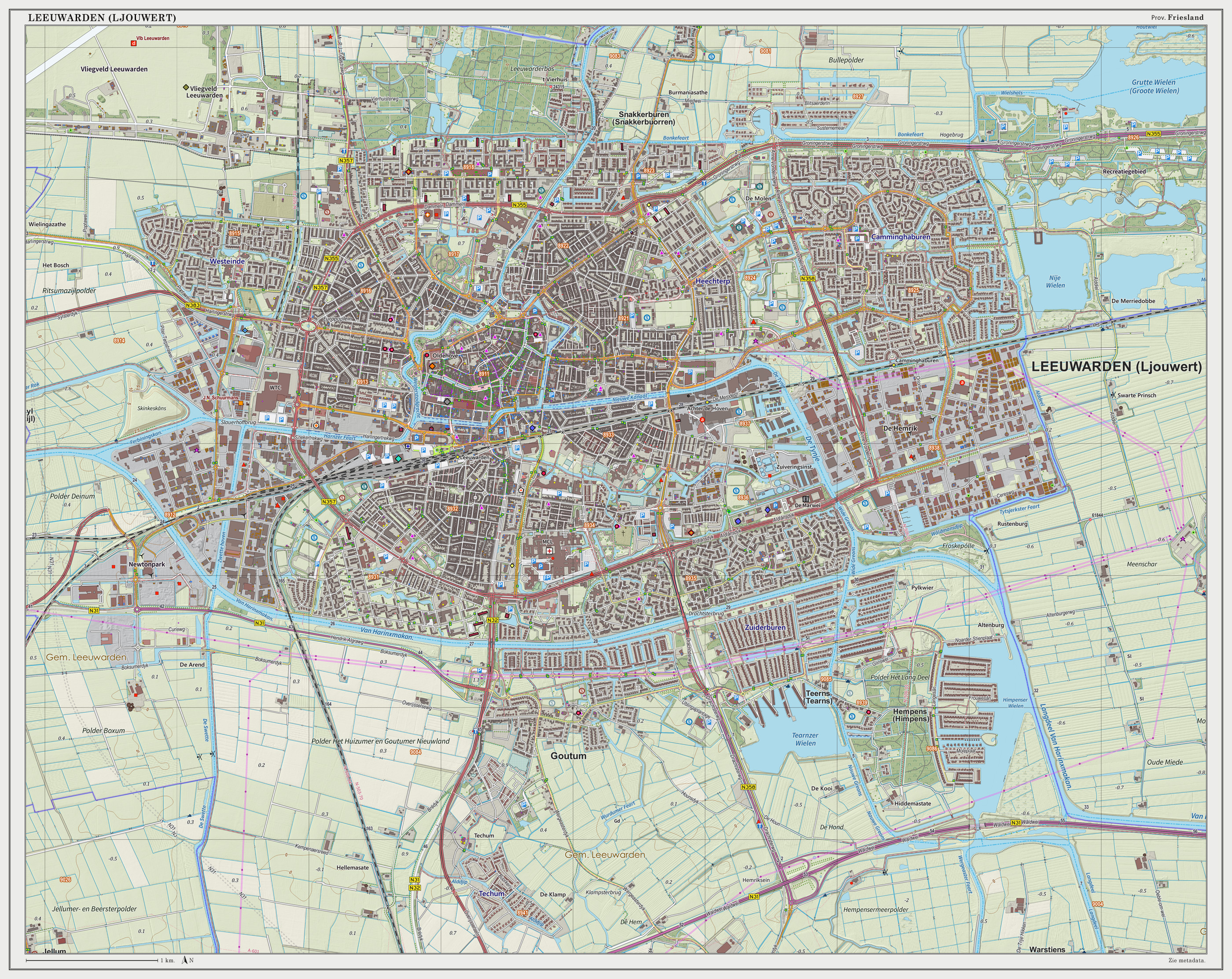
Topografisch kaartbeeld van Leeuwarden, december 2014

De stad (en gemeente) kreeg in 2018 een nieuwe wijkindeling met 22 wijken:
| - Aldlân & De Hemrik - Bilgaard & Havankpark e.o. - Binnenstad - Camminghaburen e.o. - Dokkumer Ee e.o. - De Zuidlanden - Heechterp & Schieringen - Hempens/Teerns & Zuiderburen - Huizum-West | - Middelsee - Nijlân & De Zwette - Oud-Oost - Potmargezone - Sonnenborgh e.o. - Vossepark & Helicon - Vrijheidswijk - Westeinde e.o. |

Tot 2018 was de stad ingedeeld in 24 wijken die waren onderverdeeld in 58 buurten.

### Stadsvernieuwing

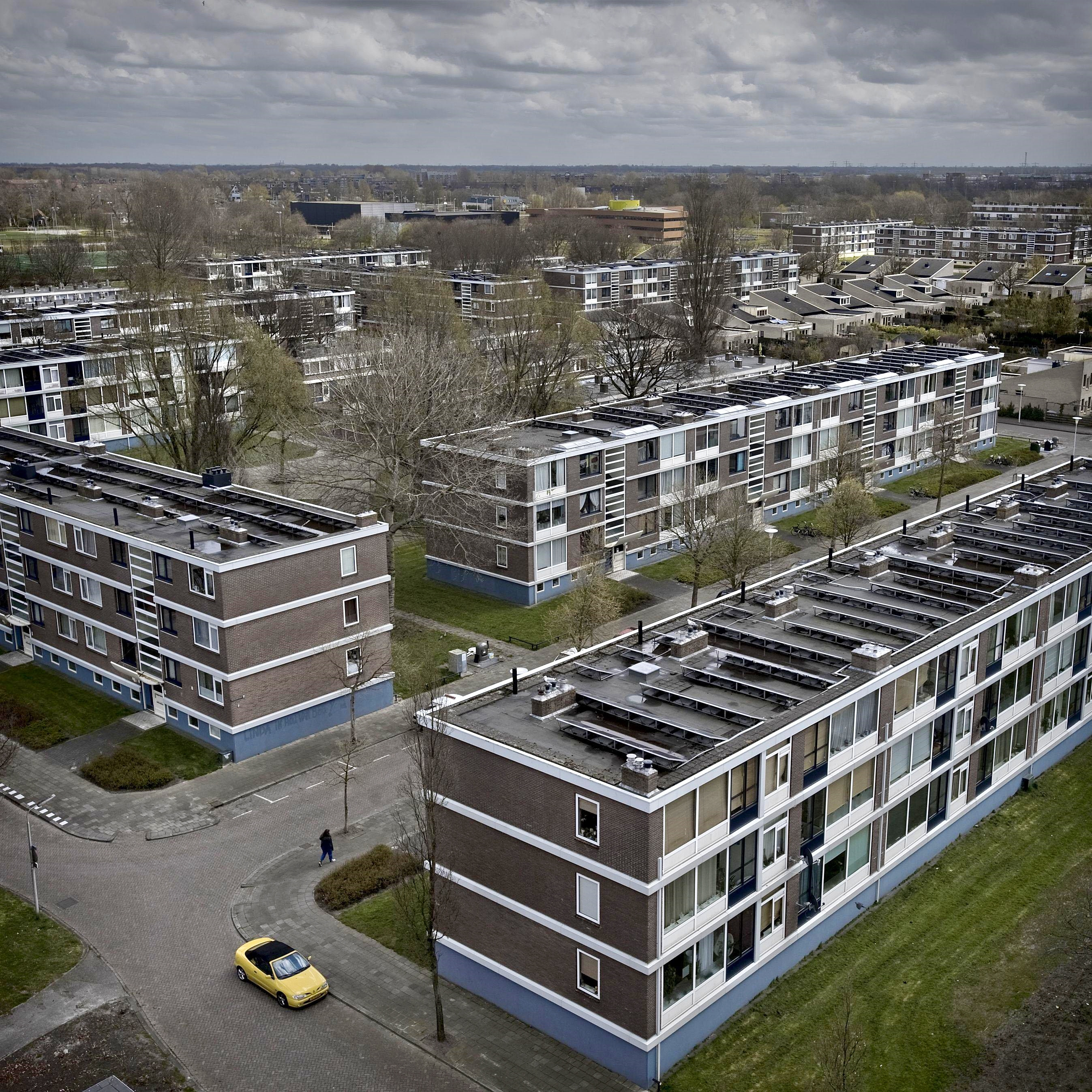
Heechterp & Schieringen

De ingevoerde stadsvernieuwing behelsde het deels autoluw maken van de binnenstad; sinds 2007 is de centrumring deels eenrichtingsverkeer. Spraakmakend was de verscherpte toezicht met wapeninleveracties en preventief fouilleren dat onder burgemeester Dales is ingevoerd met het oog op de veiligheid in de binnenstad. Een aantal oude stadswijken met veel criminaliteit en leegstand is gerenoveerd. De volgende drie wijken zijn destijds vernieuwd: de Vegelinbuurt, de Vrijheidswijk, Bilgaard en Schieringen-Heechterp.
- De Vegelinbuurt was een oude arbeidersbuurt, en werd in latere jaren gekenmerkt door onderverhuur door huisjesmelkers, bewoning door verslaafden en criminaliteit. Begin eenentwintigste eeuw is de buurt gesaneerd.
- De Vrijheidswijk heeft veel hoogbouw uit de jaren zestig. Een aantal flats zijn vervangen door appartementencomplexen en eengezinswoningen. In de wijk was veel criminaliteit. In 2007 werd de wijk bewoond door veel studenten.
- De wijk Heechterp & Schieringen komt qua bouwjaar en soort bebouwing overeen met de Vrijheidswijk. Er was veel criminaliteit. Met de stadsvernieuwing hebben enkele flats plaatsgemaakt voor eengezinswoningen en zijn er appartementencomplexen gebouwd. Er woonden veel studenten en jongeren. De wijk werd onder minister Ella Vogelaar aangemerkt als probleemwijk ('Vogelaarwijk').

### Klimaat
Leeuwarden heeft net als de rest van Nederland een gematigd zeeklimaat. De klimaatgegevens zijn van het KNMI meetstation in Leeuwarden.
| Maand                                                               | jan   | feb   | mrt   | apr  | mei  | jun  | jul  | aug  | sep  | okt  | nov   | dec   | Jaar  |
| ------------------------------------------------------------------- | ----- | ----- | ----- | ---- | ---- | ---- | ---- | ---- | ---- | ---- | ----- | ----- | ----- |
| Hoogste maximum (°C)                                                | 12,6  | 14,4  | 20,4  | 26,0 | 28,7 | 32,5 | 31,4 | 32,8 | 29,1 | 23,8 | 16,4  | 14,2  | 32,8  |
| Gemiddeld maximum (°C)                                              | 4,6   | 5,1   | 8,3   | 11,4 | 15,9 | 18,1 | 20,3 | 20,8 | 17,6 | 13,4 | 8,7   | 5,8   | 12,5  |
| Gemiddelde temperatuur (°C)                                         | 2,4   | 2,5   | 5,0   | 7,4  | 11,6 | 14,3 | 16,4 | 16,6 | 13,9 | 10,1 | 6,1   | 3,6   | 9,2   |
| Gemiddeld minimum (°C)                                              | −0,2  | −0,4  | 1,6   | 3,2  | 6,9  | 9,8  | 12,2 | 12,0 | 9,8  | 6,6  | 3,3   | 1,1   | 5,5   |
| Laagste minimum (°C)                                                | −19,9 | −16,3 | −16,3 | −5,9 | −1,7 | 1,3  | 5,7  | 5,4  | 2,0  | −6,5 | −14,2 | −19,2 | −19,9 |
|                                                                     |       |       |       |      |      |      |      |      |      |      |       |       |       |
| Neerslag (mm)                                                       | 65,6  | 42,1  | 59,4  | 38,4 | 51,4 | 68,7 | 64,2 | 60,2 | 82,1 | 78,4 | 83,7  | 73,0  | 767,2 |
| Bron: KNMI: Langjarige gemiddelden en extremen, tijdvak 1971 - 2000 |       |       |       |      |      |      |      |      |      |      |       |       |       |

### Bevolkingsontwikkeling
| Vanwege een beveiligingsprobleem met de MediaWiki Graph-software is het momenteel niet mogelijk deze grafiek weer te geven. Zodra de software is bijgewerkt zal de grafiek vanzelf weer zichtbaar worden. | \| Jaar \| Inwoners \| \| ---- \| -------- \| \| 1741 \| 13.462 \| \| 1748 \| 14.270 \| \| 1811 \| 16.504 \| \| 1840 \| 21.956 \| \| 1946 \| 74.437 \| \| 1965 \| 86.246 \| \| 2018 \| 92.235 \| |
| Jaar | Inwoners |
| 1741 | 13.462 |
| 1748 | 14.270 |
| 1811 | 16.504 |
| 1840 | 21.956 |
| 1946 | 74.437 |
| 1965 | 86.246 |
| 2018 | 92.235 |

## Recht en bestuur

### Recht

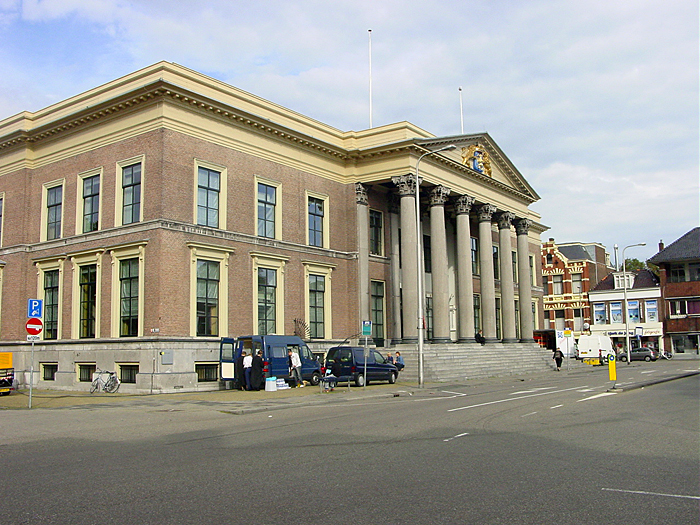
Paleis van Justitie

Voor 1515 beschikte waarschijnlijk elke grietenij over een eigen galg, dan wel dat behalve de steden in elk geval de grietenijen gerechtigd waren een galg op te richten, te gebruiken en te onderhouden. In 1515, het jaar waarin hertog George van Saksen (1471-1539) zijn aanspraak op Friesland en Groningen overdroeg aan keizer Karel V, deden de steden en grietenijen afstand van hun recht op executie en expositie van veroordeelde misdadigers. Het strafrecht werd gecentraliseerd en alle in het gewest gepleegde halsmisdaden werden voortaan berecht in Leeuwarden. Ook de executies en exposities van veroordeelde misdadigers werden ten uitvoering gebracht in Leeuwarden.
De rechten en vrijheden van Friezen waren vastgelegd in de Zeventien Keuren. In de vroege zestiende eeuw vonden op de Brol in Leeuwarden de executies plaats. Aan de trekvaart naar Harlingen stond de galg opgesteld van Leeuwarderadeel.
Tegenwoordig (eenentwintigste eeuw) staan er twee rechtsgebouwen in Leeuwarden: een gerechtshof en een rechtbank. Het gerechtshof staat aan de kopse kant van het Wilhelminaplein (Zaailand). Het zogenoemde ressort Leeuwarden omvatte de arrondissementen Leeuwarden, Assen en Groningen. Het ressort Leeuwarden is met ingang van 1 januari 2013 opgegaan in het nieuwe resort Arnhem-Leeuwarden. De rechtbank zit in een nieuw gebouw van architect Abe Bonnema dat gesitueerd is aan de langszijde van het Wilhelminaplein. Zowel de kanton- als arrondissementsrechtbank zitten hierin. Met ingang van 2013 is de rechtbank opgegaan in de nieuwe rechtbank Noord-Nederland, de huidige rechtbank heeft daarbij zijn functie behouden.

### Stadsbestuur

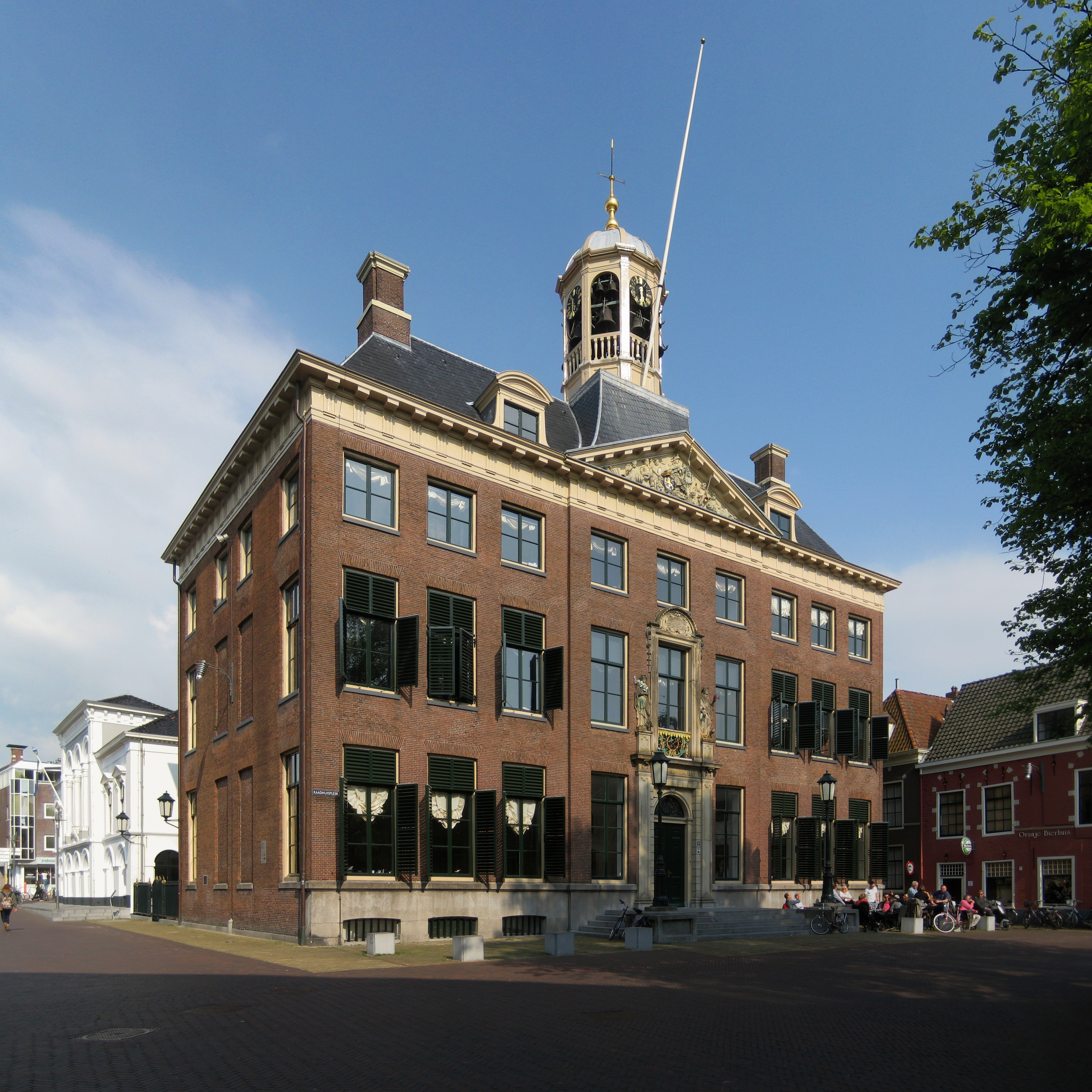
Stadhuis (2012)

Vanaf 26 augustus 2019 is Sybrand van Haersma Buma (CDA) burgemeester van de gemeente Leeuwarden. Zijn voorganger Ferd Crone was van 17 november 2007 tot 26 augustus 2019 burgemeester van de gemeente Leeuwarden. Het college van burgemeester en wethouders, de gemeenteraad en de Griffie hebben hun werkplek in het stadhuis van Leeuwarden. Tot 1993 zaten alle gemeentelijke diensten in het stadhuis en bijgebouwen. Eind jaren tachtig kwam er vanwege ruimtegebrek een nieuw stadskantoor aan het Oldehoofsterkerkhof waar een groot complex voor moest wijken. Het monumentale Burmaniahuis bleef weliswaar overeind, maar werd ingesloten door de nieuwbouw. In 1993 werd het stadskantoor in gebruik genomen.
Iedere wijk beschikt over een wijkwethouder en een stadsdeelbeheerder.

### Stedenbanden
In 1990 ging de gemeente een stedenband aan met de Russische stad Orjol. Nadat Orjol minder florissant voor het daglicht kwam en het nut van de band in twijfel werd getrokken en te duur werd bevonden, heeft de gemeente in 2002 de band met haar zusterstad verbroken.
In de periode van de stedenband is er onder meer een uitwisseling geweest van volleybal (Orbi), handbal (Meteoor), voetbal (Cambuur C-jeugd en de schoolvoetbalcommissie), tennis (de Molen), schaken (Philidor), atletiek (Lionitas) en de gezamenlijke Leeuwarder korfbalverenigingen. Een poëziesteen met daarop een fragment van het gedicht 'Onderweg' van Ivan Toergenjev is in 2000 in het kader van deze stedenband geplaatst naast het Paleis van Justitie.
In 1992 hebben Leeuwarders de Russische stad bezocht en is een Russische themaweek georganiseerd. Tijdens deze week was in het Verzetsmuseum van Leeuwarden de expositie 'Orjol 1941-1943, beeld van een Russische stad in oorlogstijd' te zien.
Sinds oktober 2011 heeft Leeuwarden een stedenband met Liyang, in de Chinese provincie Changzhou.

## Verkeer en vervoer

### Wegverkeer

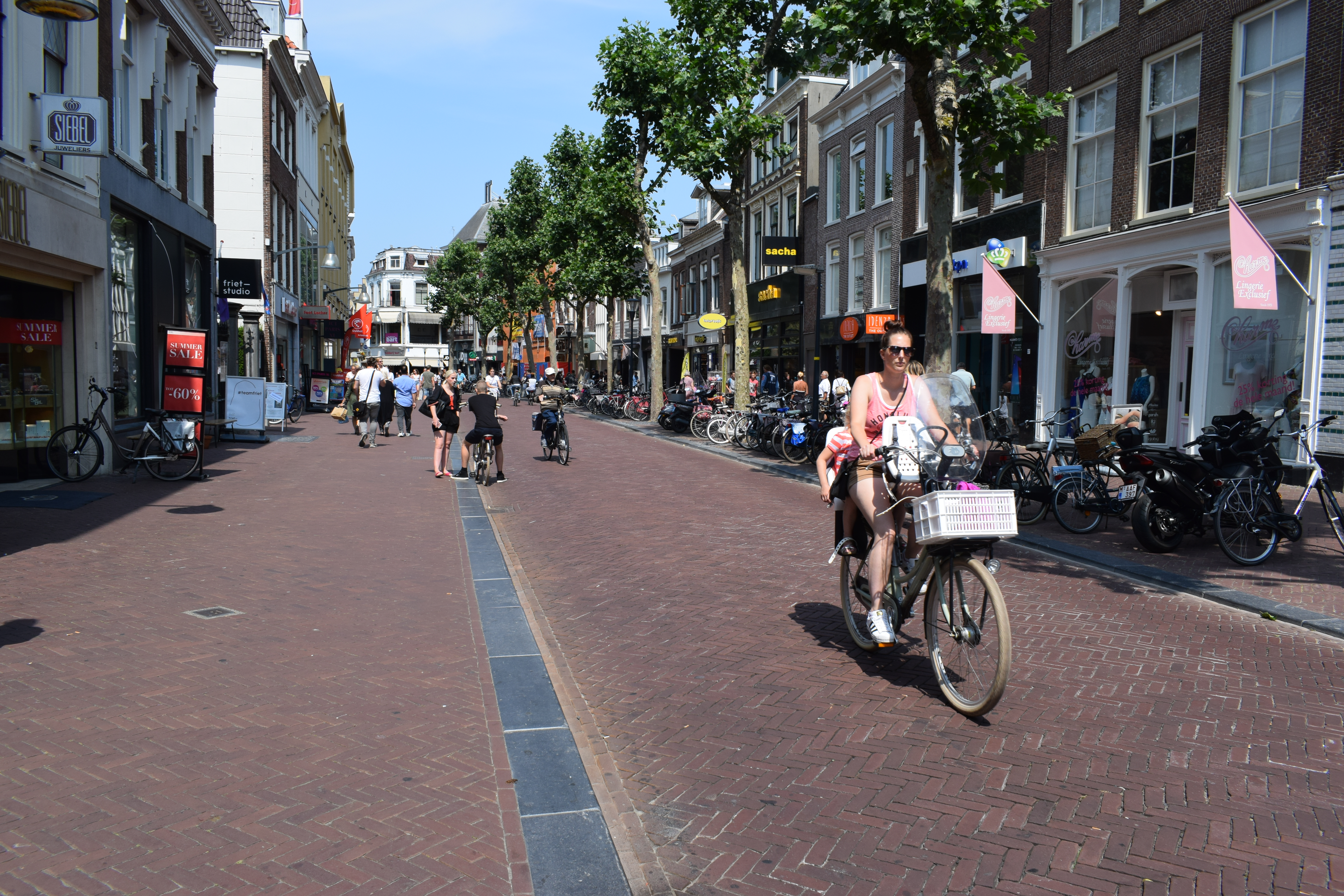
De binnenstad van Leeuwarden is autoluw, met veel ruimte voor fietsers en voetgangers.

Een aantal hoofdwegen verbindt Leeuwarden met andere steden:
 &   Drachten - Leeuwarden - Harlingen - Afsluitdijk
 &   Leeuwarden - Heerenveen - Meppel
  Leeuwarden - Groningen
In de jaren vijftig en zestig is er een ringweg om Leeuwarden aangelegd, die nu midden in de stad ligt. Andere belangrijke wegen in Leeuwarden zijn de Groningerstraatweg, de Harlingerstraatweg en de Mr. P.J. Troelstraweg.
Met de voorlichtingscampagne "Ruim baan voor bereikbaarheid" wil de gemeente zo veel mogelijk bekendheid geven aan de infrastructurele werkzaamheden. Het verbeteren van de bereikbaarheid van Leeuwarden is een belangrijk doel van het Gemeentelijk Verkeers- en Vervoersplan (GVVP). In 2007 is er een tweede grote parkeergarage in het centrum bijgekomen, onder het Oldehoofsterkerkhof.
In april 2009 is er 742 miljoen euro vrijgekomen voor het GVVP. Dit bedrag wordt voor 70% gefinancierd door het rijk, 20% door de provincie Friesland en 10% door de gemeente Leeuwarden. Het bedrag wordt gebruikt voor de aanleg van de Haak om Leeuwarden, een aquaduct en verbetering van het kruispunt bij het Drachtsterplein, realisatie Station Leeuwarden Werpsterhoeke, aanleg van een vijfde openbare parkeergarage bij het WTC Leeuwarden, aanleg van een fietstunnel bij het Oostergoplein en verdubbeling van het spoor tussen Leeuwarden en Groningen.
Het Europaplein werd daarbij heringericht.

### Spoorwegen

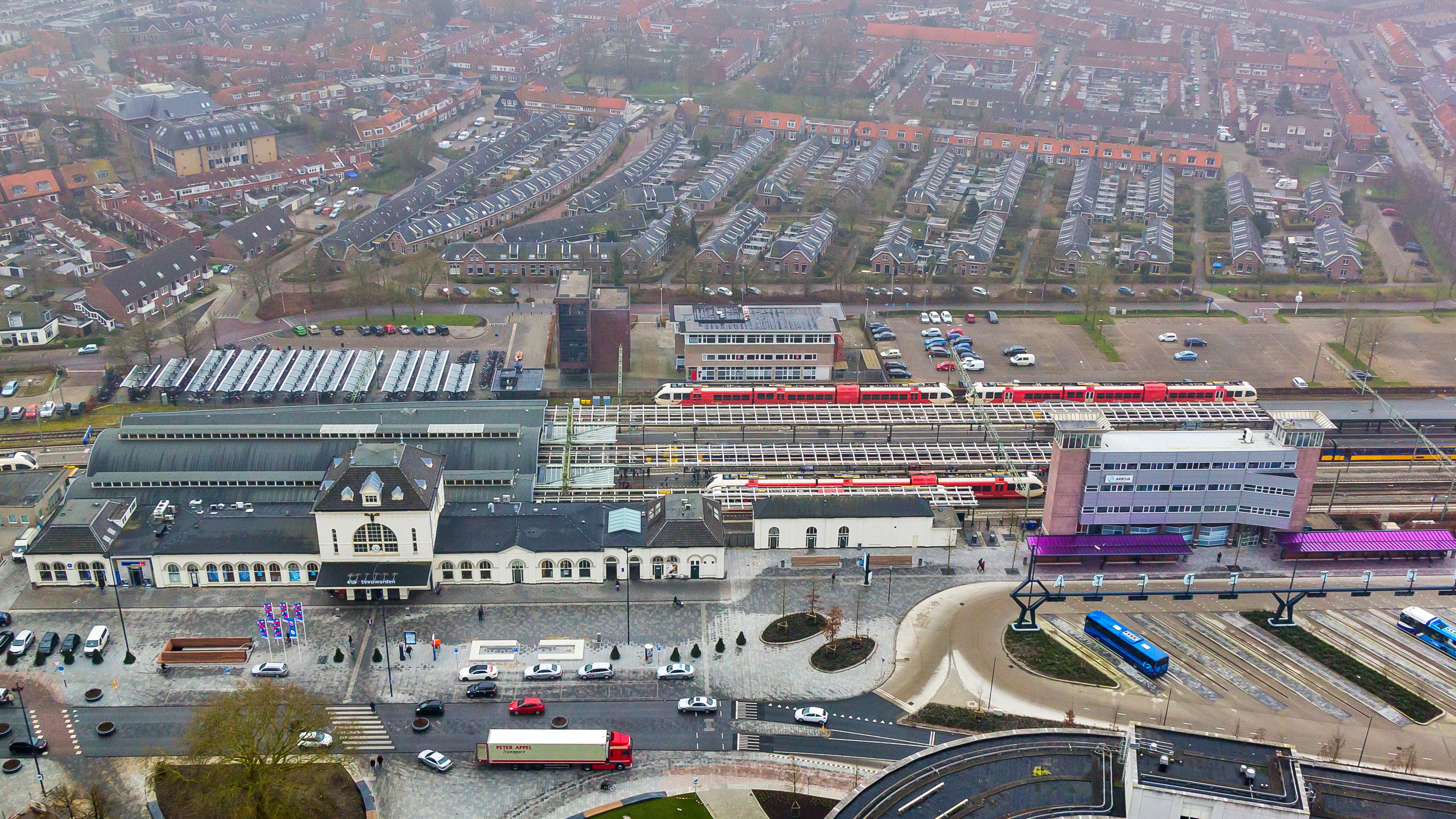
Station Leeuwarden en busstation

Leeuwarden ligt aan de hoofdspoorweg Leeuwarden - Zwolle, met NS-intercitytreinen naar Den Haag en Luchthaven Schiphol en sprinters naar Meppel. Daarnaast exploiteert Arriva drie Noordelijke Nevenlijnen: naar Harlingen, Groningen en Stavoren.
De stad telt twee spoorwegstations: Leeuwarden (sinds 1863) en Camminghaburen (sinds 1991). Tot 2018 was er een station Achter de Hoven met beperkte bediening in de spitsuren. Er zijn plannen voor een station Werpsterhoeke, dat in 2025 zou moeten worden geopend in het zuiden van de stad aan de spoorlijn naar Zwolle.
Vanaf 1901 was Leeuwarden het startpunt van de spoorlijn Leeuwarden - Anjum (het "Dokkumer Lokaaltje") met zijtakken naar Harlingen en Franeker via Stiens. Op deze lijnen is het reizigersvervoer in de jaren 1935-1940 opgeheven.

### Stoomtram
Tussen 1899 en 1939 reden er stoomtrams door Leeuwarden. Door de Nederlandsche Tramweg Maatschappij (NTM) werd in 1899 de stoomtramlijn Leeuwarden Vrouwe Poort – Marssum – Minnertsga – Sint Jacobiparochie in gebruik genomen. Een jaar later kwam de lijn Marssum – Franeker er bij en in 1901 kwam de verbinding van de Vrouwe Poort (nabij de Oldehove) door Leeuwarden naar het station Leeuwarden in gebruik. In 1927 kwam er een rechtstreekse verbinding via de baan van de NFLS langs de westkant van Leeuwarden, waarmee het station Vrouwe Poort verviel. Bij het NS-station kwam een nieuw tramstation. De tramlijn richting Marssum en verder werd in 1939 vervangen door een busdienst.
Vanaf station Leeuwarden reed de NTM vanaf 1913 ook over de spoorlijnen van de SS (later NS) richting Veenwouden en enige tijd ook stopdiensten naar Heerenveen en Sneek. Deze diensten werden in 1947 beëindigd.

### Busvervoer
Vanaf de jaren twintig zijn er autobusdiensten van en naar Leeuwarden, die werden uitgevoerd door talloze particuliere ondernemers. Daarvan bleven na de Tweede Wereldoorlog het Leeuwarder Auto Bedrijf (LAB) en de Leeuwarder Auto Bus Onderneming (LABO) over, naast twee dochterondernemingen van de Nederlandse Spoorwegen: de Noord-Oost-Friesche Autobusonderneming (NOF) en de geheel op de bus overgeschakelde NTM, die ook de Leeuwarder stadsbusdiensten voor haar rekening nam. In 1971 gingen deze vier bedrijven op in de Friese Autobus Maatschappij (FRAM), die eind jaren negentig opging in VEONN en NoordNed. Na diverse wisselingen in de concessie waarbij ook de bedrijven Connexxion en Qbuzz betrokken waren, verzorgde sinds 2012 Arriva het grootste deel van het busvervoer in Leeuwarden en verder in Friesland. Sinds 15 december 2024 is dit weer Qbuzz. 
Naast het station Leeuwarden ligt busstation Leeuwarden. Vroeger was er een overdekt busstation voor de stadslijnen en daarachter lagen de perrons voor de streekbussen. Op 11 december 2016 is een nieuw busstation in gebruik genomen voor alle lijnen. Met de stadsbussen zijn de meeste wijken bereikbaar. De streekbussen rijden naar onder meer Dokkum, Buitenpost, Drachten, Heerenveen, Joure, Sneek, Sint Annaparochie, Bolsward, Franeker, Harlingen en Alkmaar.
In de jaren tachtig zijn op het Wilhelminaplein voor wachtende busreizigers grote bushokken geplaatst. Deze glazen koepels op een stalen constructie werden in de volksmond olifantenstallingen genoemd. In de 21e eeuw zijn deze weer verwijderd.

### Waterwegen

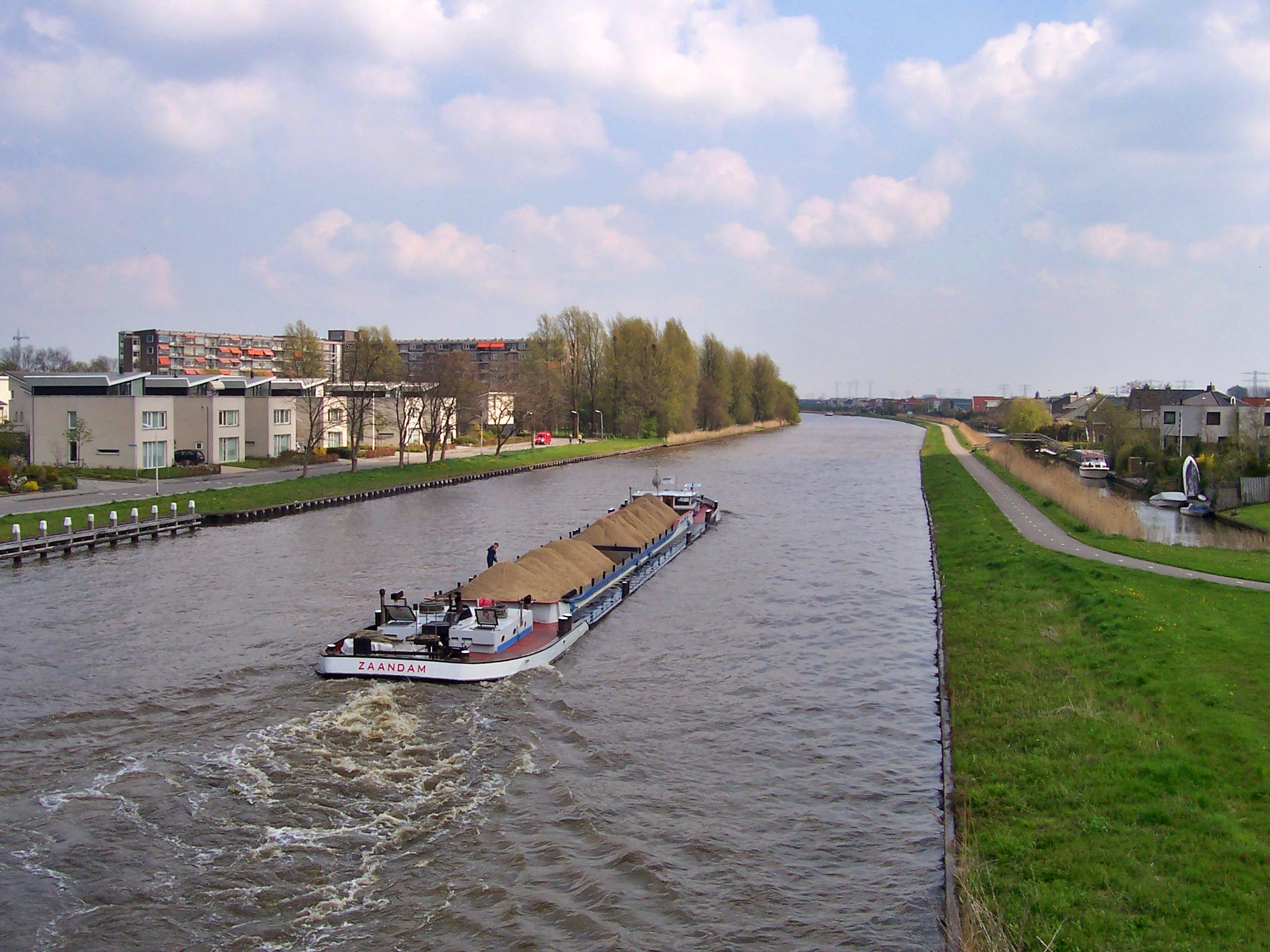
Het Van Harinxmakanaal

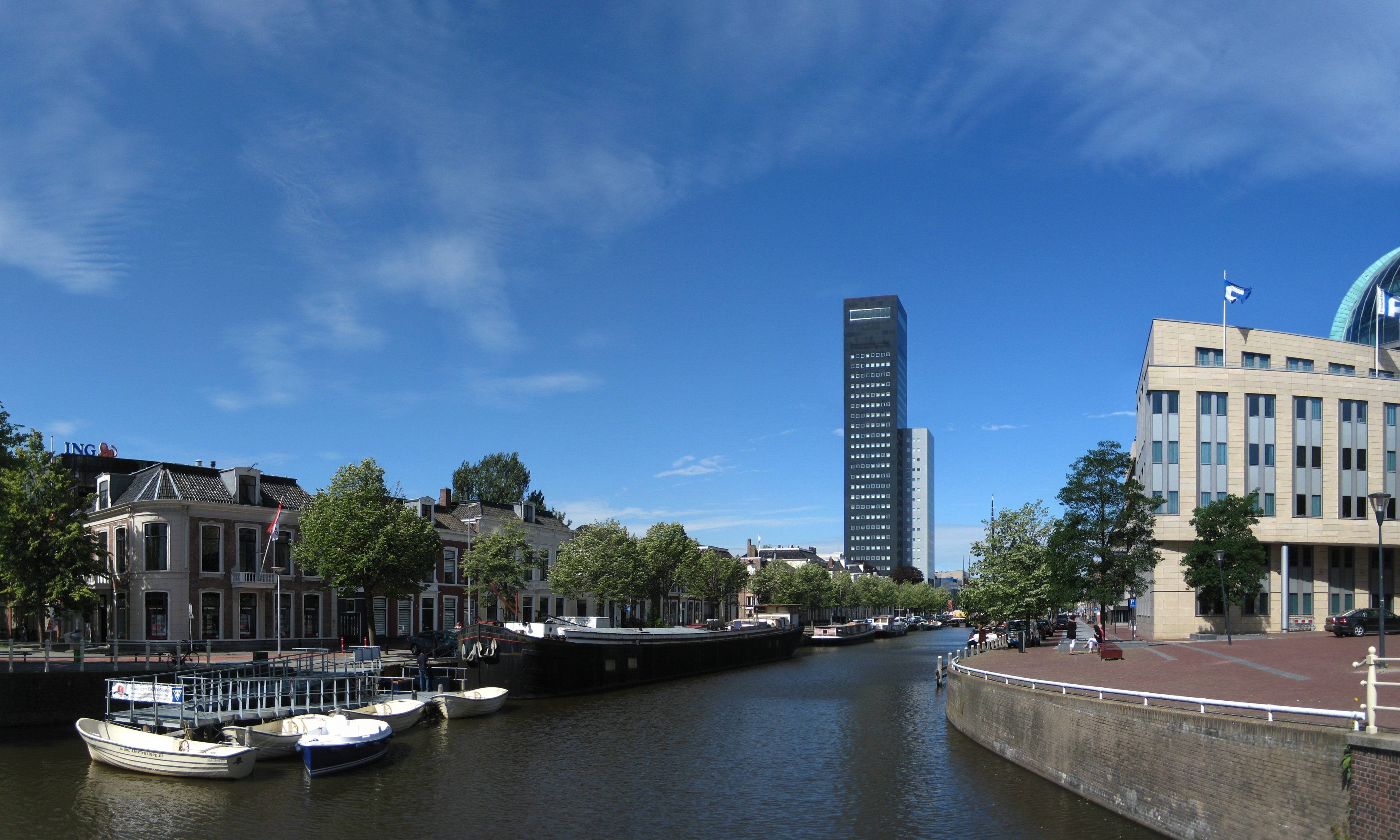
De Zuiderstadsgracht met links en rechts de Willemskade, gezien vanaf de Wirdumerpoortsbrug (2010)

Leeuwarden ligt aan het druk bevaren Van Harinxmakanaal, dat Leeuwarden verbindt met Harlingen en het Prinses Margrietkanaal. Deze routes worden vooral gebruikt voor goederenscheepvaart. Voor pleziervaart wordt vooral de Dokkumer Ee tussen Leeuwarden en Dokkum gebruikt. Het is een doorgaande vaarroute die belangrijk is voor de pleziervaart in Noord-Friesland. Een (eveneens doorgaande) zijvaart van de Dokkumer Ee, is de Bonkevaart, het eindpunt van de Schaats-Elfstedentocht. De Zwette verbindt Leeuwarden met het Friese merengebied in de Zuidwesthoek.
De gemeente Leeuwarden heeft met het verbeteren van de waterkwaliteit in de stadsgrachten en de rivier de Potmarge onder de noemer Blauwe Diamant ingezet op het aantrekkelijker maken van de binnenstad. De grachten werden geschikt gemaakt voor kleine recreatieve vaart. Naast bagger- en rioleringswerkzaamheden werden er in de grachten doorvaarbare rubberen ‘gordijnen’ in het water geplaatst die de invloed van (de slechtere kwaliteit van) het Friese boezemwater verminderen en werd gezuiverd water uit de rioolwaterzuivering aan het grachtenwater toegevoegd. Het waterplan van Leeuwarden kwam in 2000 gereed. In 2005 werd in dit kader het kunstwerk 'Meetbaar water' van Jan Ros in de stadsgracht van de Groentemarkt geplaatst; een bad dat de helderheid en de temperatuur van het water aangeeft.

## Economie en werk

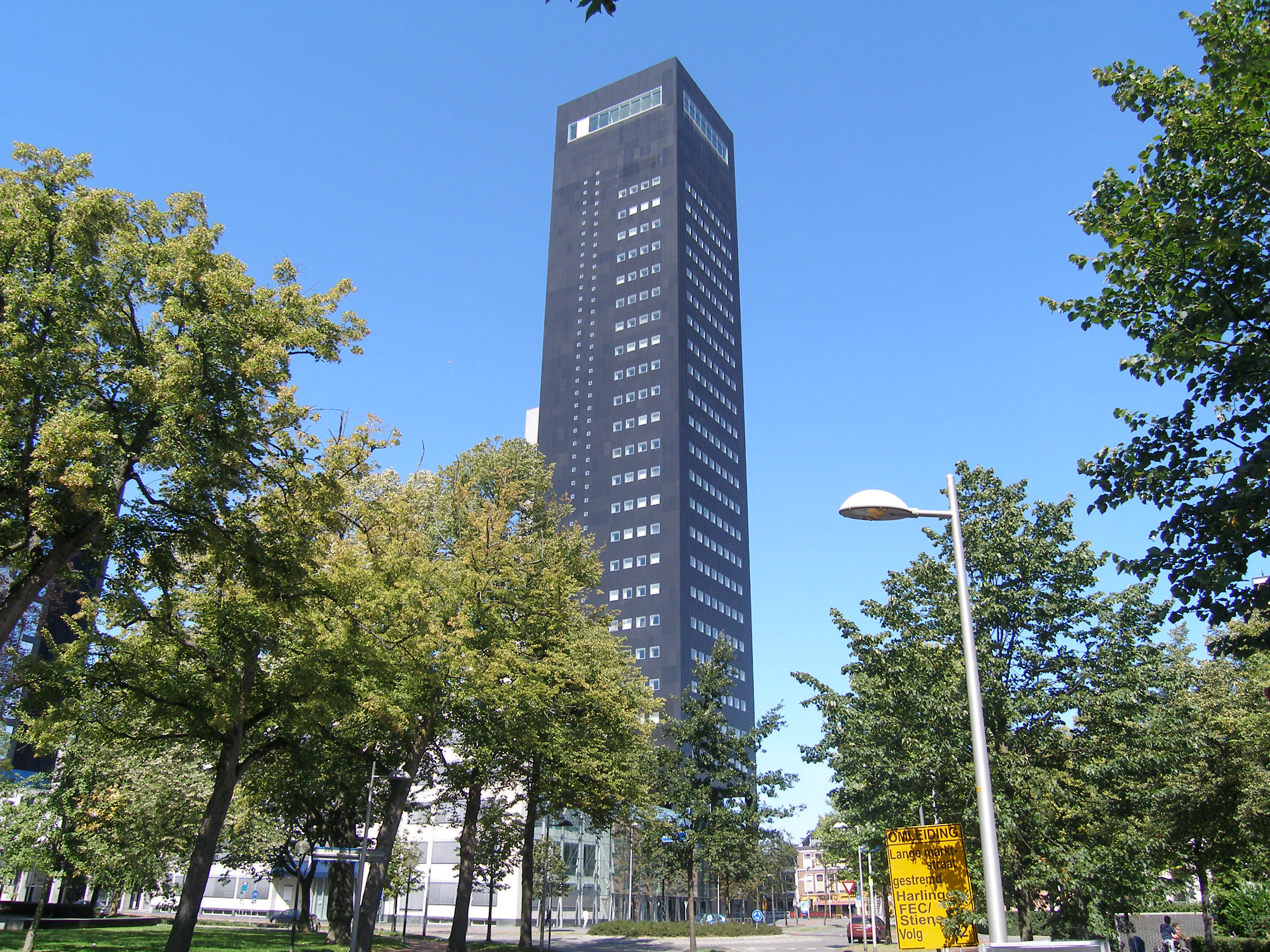
De Achmeatoren

### Bedrijven en overheidsinstellingen
In Leeuwarden is een aantal hoofd- en regiokantoren gevestigd van grote dienstverlenende ondernemingen zoals KPN, Rabobank, ING, ABN AMRO, AEGON en Achmea (Avéro Achmea, FBTO en een gedeelte van Centraal Beheer). Verder zijn er een zuivelconcern (FrieslandCampina; voorheen Friesland Foods), twee hoofdkantoren van regionale kranten (Leeuwarder Courant en Friesch Dagblad) alsook veel kleinere bedrijven gevestigd. Van de kantoren is de bijna 115 meter hoge Achmeatoren opvallend. De Achmeatoren is tevens het hoogste gebouw van Noord-Nederland. De callcenters van bijvoorbeeld Yource Group, UPC Nederland, de Belastingdienst en Eneco zijn gevestigd in Leeuwarden.
Leeuwarden heeft daarnaast vestigingen van de Belastingdienst, douane, het Ministerie van Landbouw, de Kamer van Koophandel, Rijkswaterstaat, het UWV, het Ministerie van Justitie alsmede het Centraal Justitieel Incassobureau (CJIB) binnen zijn grenzen. Verder is er één gevangenis: Penitentiaire Inrichting De Marwei. Het oude Huis van bewaring De Blokhuispoort is sinds 2008 gesloten, en daarna in gebruik gekomen als cultureel centrum. In het noordwesten van Leeuwarden ligt de Vliegbasis Leeuwarden van de Koninklijke Luchtmacht.
In Leeuwarden bevindt zich de Fryske Akademy, een wetenschappelijk onderzoeksinstituut.

#### WTC Expo Leeuwarden

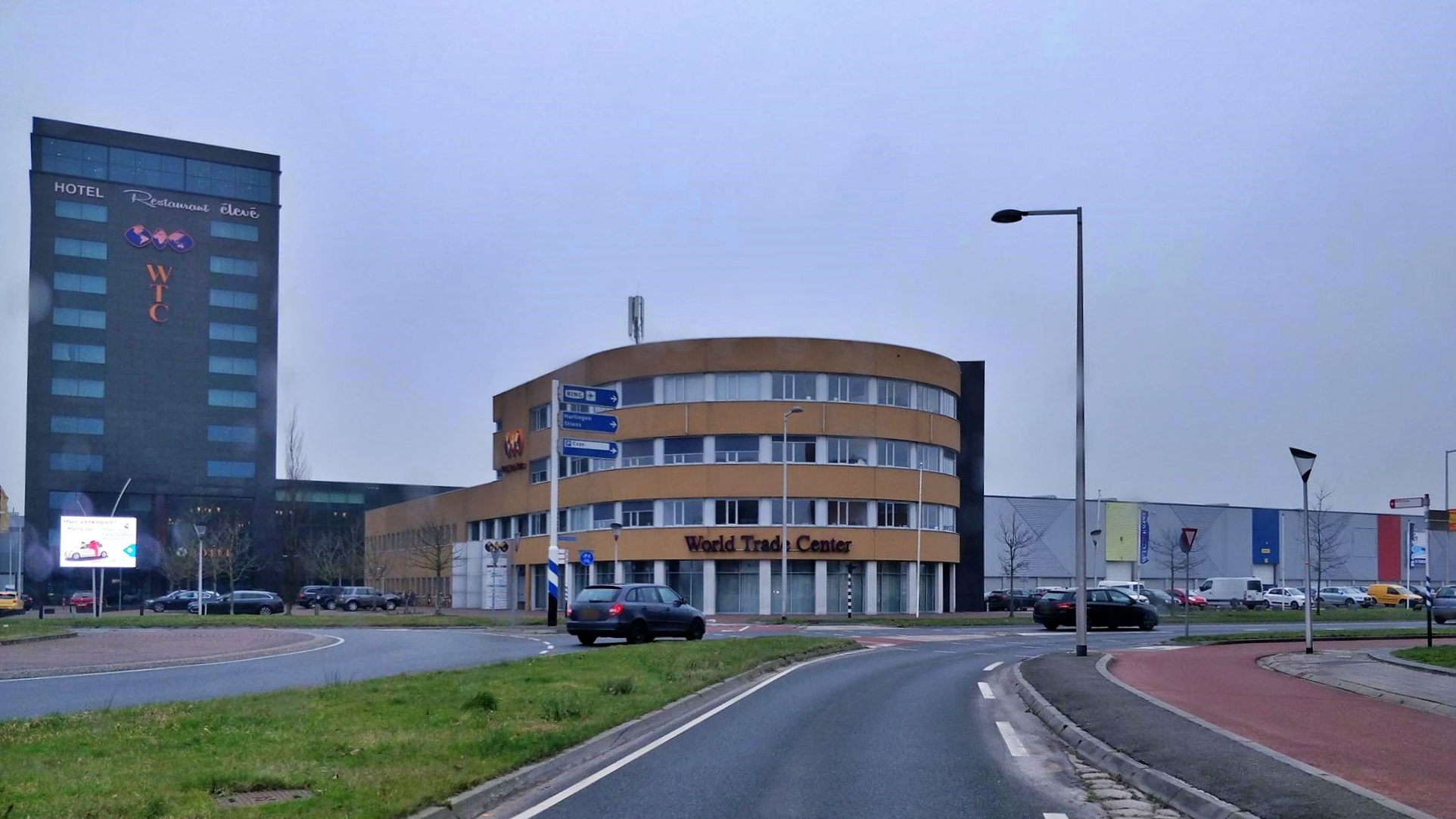
WTC Leeuwarden

In 1963 werd er een nieuwe veemarkthal gebouwd die De Frieslandhal heette. In de loop der jaren kwamen er steeds meer voorzieningen bij. Na een brand in 1996, werd het vervangen door een groter gebouw. Zo ontstond het FEC (Frisian Expo Center), dat later hernoemd is in WTC Leeuwarden. WTC Leeuwarden is een evenementencomplex met meer dan 45.000 m² tentoonstellingsoppervlakte. Het complex wordt gebruikt voor (internationale) publieksbeurzen, congressen en seminars, concerten, symposia en tal van andere activiteiten. Het complex omvat verder diverse congreszalen, vergaderruimtes, een hotel met 165 kamers en een zakensociëteit. Verder wordt het gebouw gebruikt door Holland Casino. Aan de noordzijde van WTC is de ijshal Leeuwarden gevestigd; in 2015 is deze Elfstedenhal, een ijshal met een baan van 400 meter, gereedgekomen.

### Industrie
Er zijn drie grote industrieterreinen in Leeuwarden: Leeuwarden West is het oudste industrieterrein, dit industrieterrein werd anno 2007 gerevitaliseerd. In de jaren tachtig is industrieterrein Hemrik aangelegd. Het nieuwste industrieterrein is Newtonpark, aan de zuidwest kant van de stad. Het terrein van Friesland Foods kan gezien zijn grootte ook als industrieterrein aangemerkt worden.

### Winkels
Leeuwarden heeft een uitgebreid winkelaanbod, de belangrijkste winkelstraten zijn de Nieuwestad (in de volksmond Nieuwstad genoemd), Wirdumerdijk, het Wilhelminaplein en de Voorstreek. Het Wilhelminaplein, ook bekend als het Zaailand, en de omgeving is heringericht waardoor sinds medio 2012 de aanblik van een deel van de binnenstad van Leeuwarden is veranderd. Op het Wilhelminaplein is iedere vrijdag een markt.
Aan de rand van het centrum zit het retailpark De Centrale, waar vroeger de PEB Centrale, het voormalige Provinciaal Elektriciteits Bedrijf (later opgegaan in het huidige Nuon N.V.) was gevestigd. Toen dit bedrijf verdwenen was kwam in 1989 het terrein van 7 hectare te koop. Een projectontwikkelaar kocht het verlaten fabrieksterrein dat werd gesloopt om plaats te maken voor 12.000 m² winkellocatie. In 1991 openden de eerste winkels hun deuren.
In De Centrale zijn winkels met grotere verkoopoppervlakken gevestigd. Ook zijn er enkele speciaalzaken, waaronder een sportzaak, en een bouwmarkt gevestigd. Met een uitbreiding komt het totale winkeloppervlak op 42.000 m². De opzet en de branchering vindt plaats in nauwe samenwerking met de gemeente.

## Cultuur

### (Landschaps)architectuur

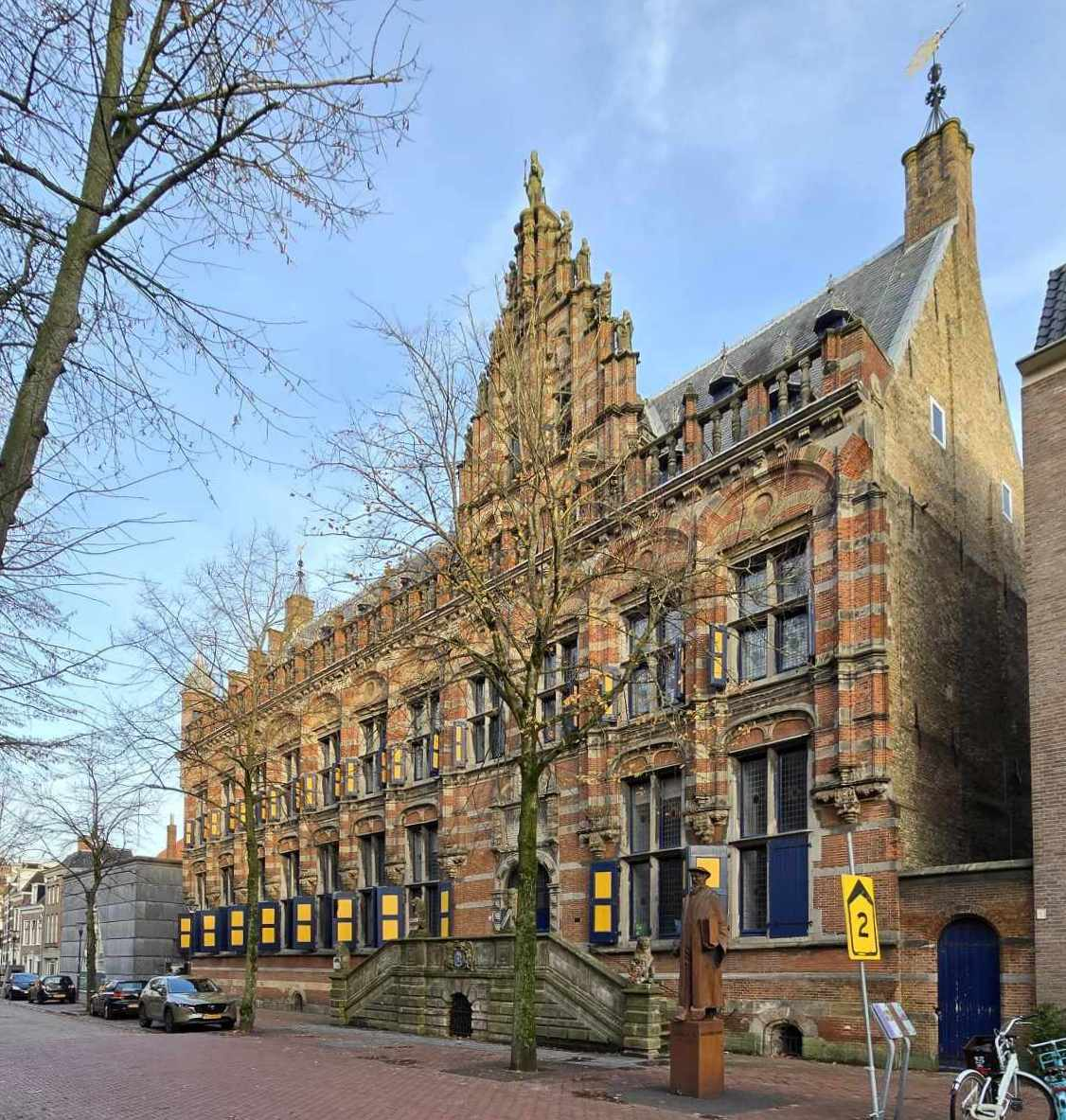
De Kanselarij (1566) aan de Turfmarkt (tot 2013 Fries Museum)

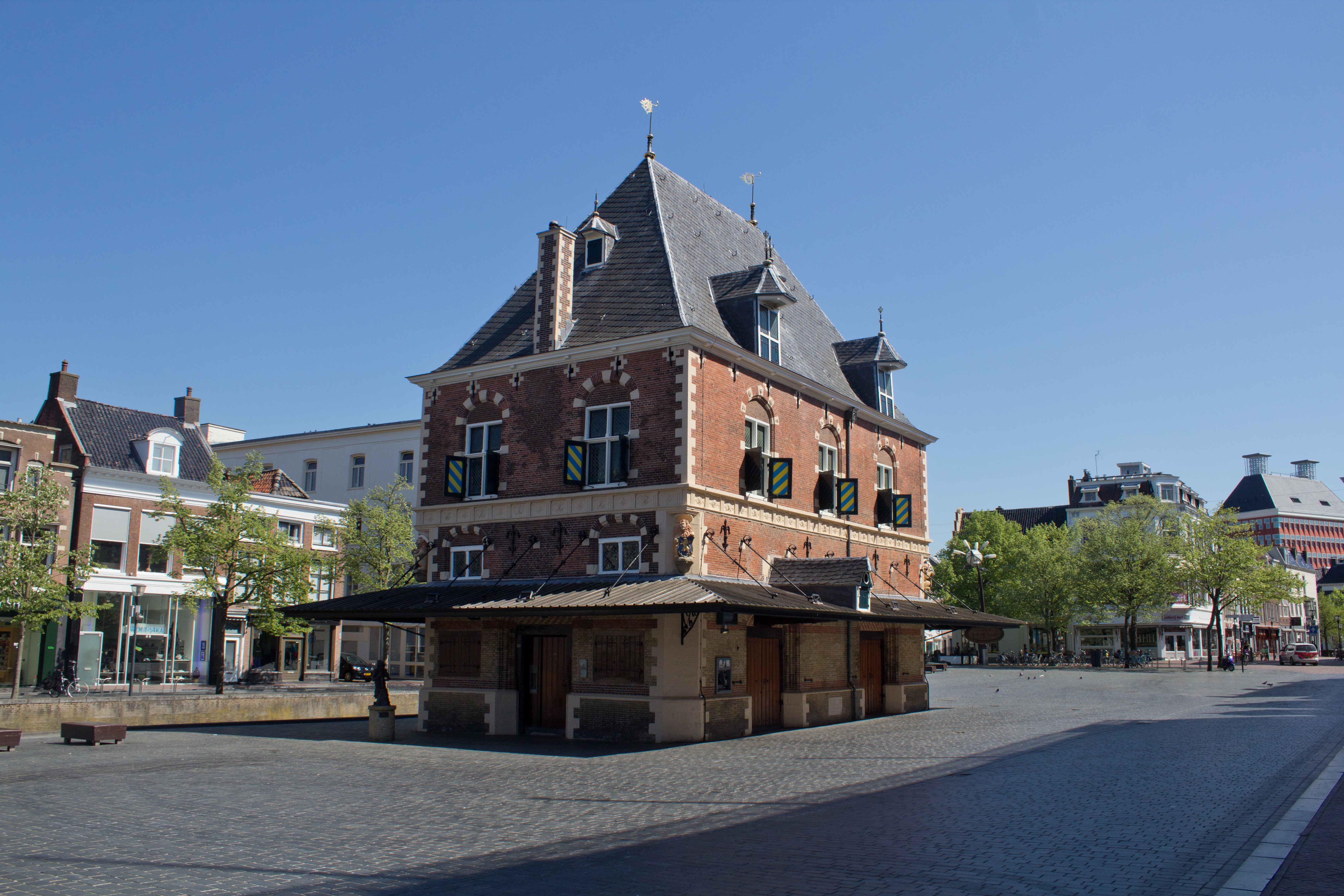
De Waag van Leeuwarden

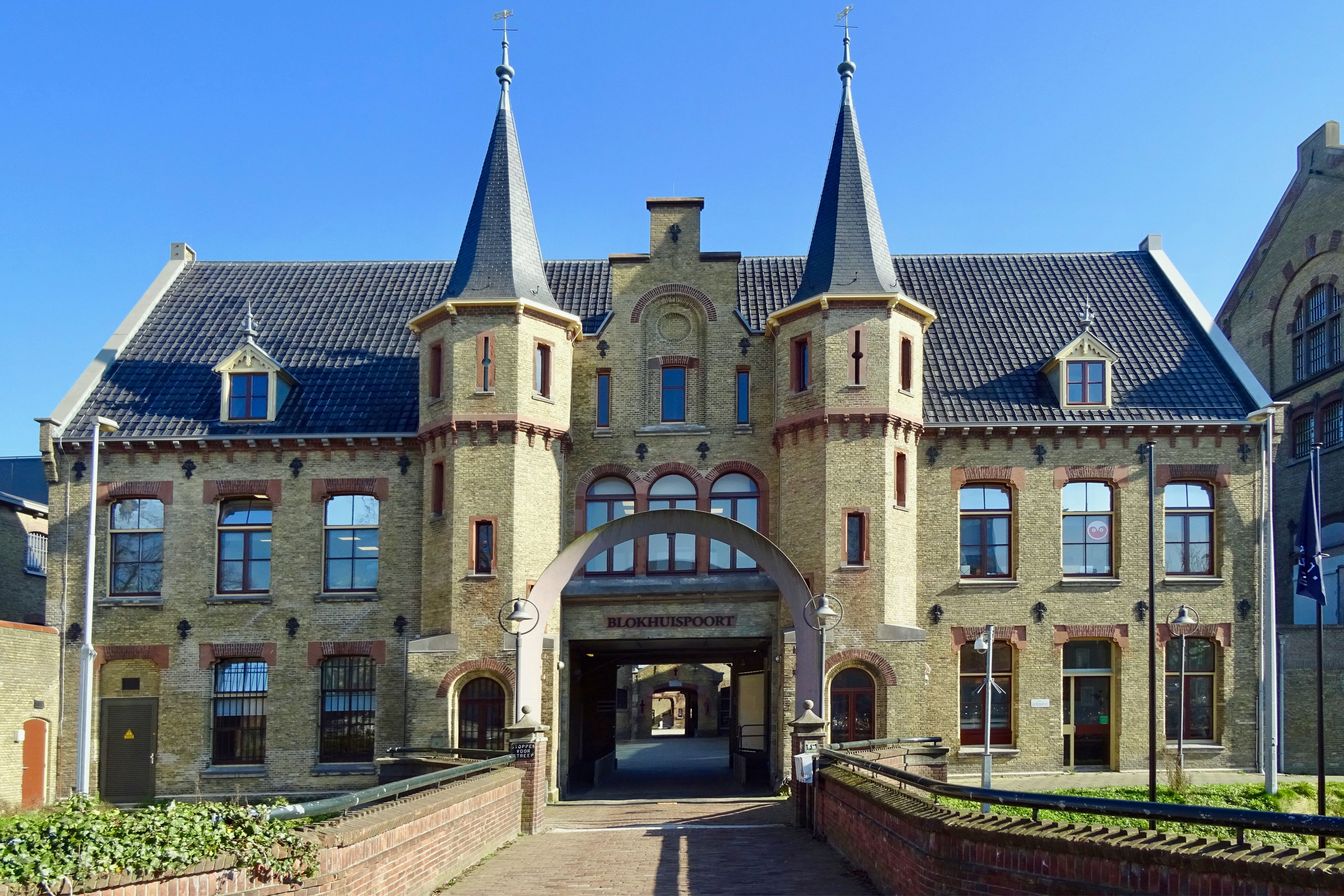
Blokhuispoort

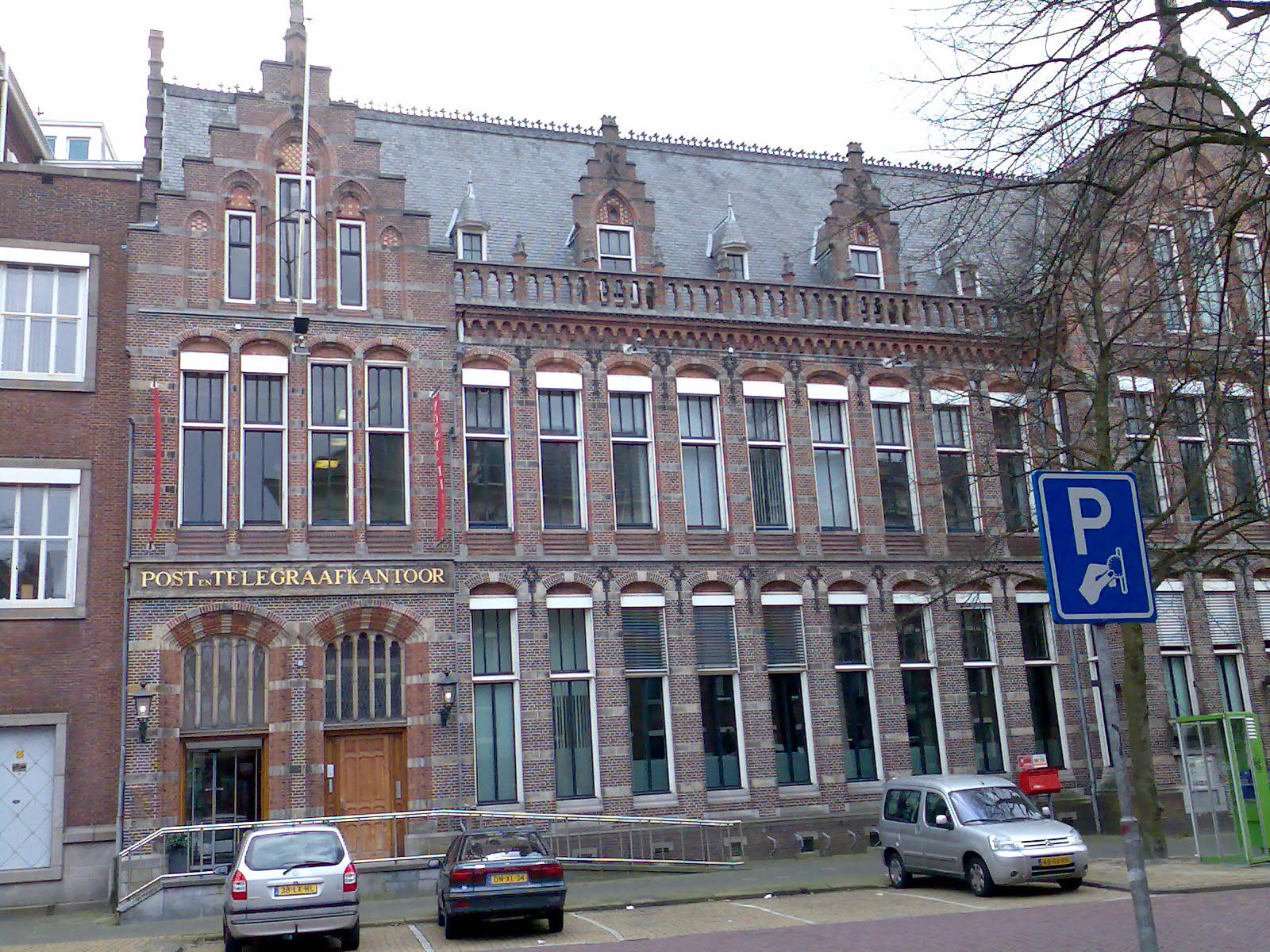
Voormalige hoofdpostkantoor

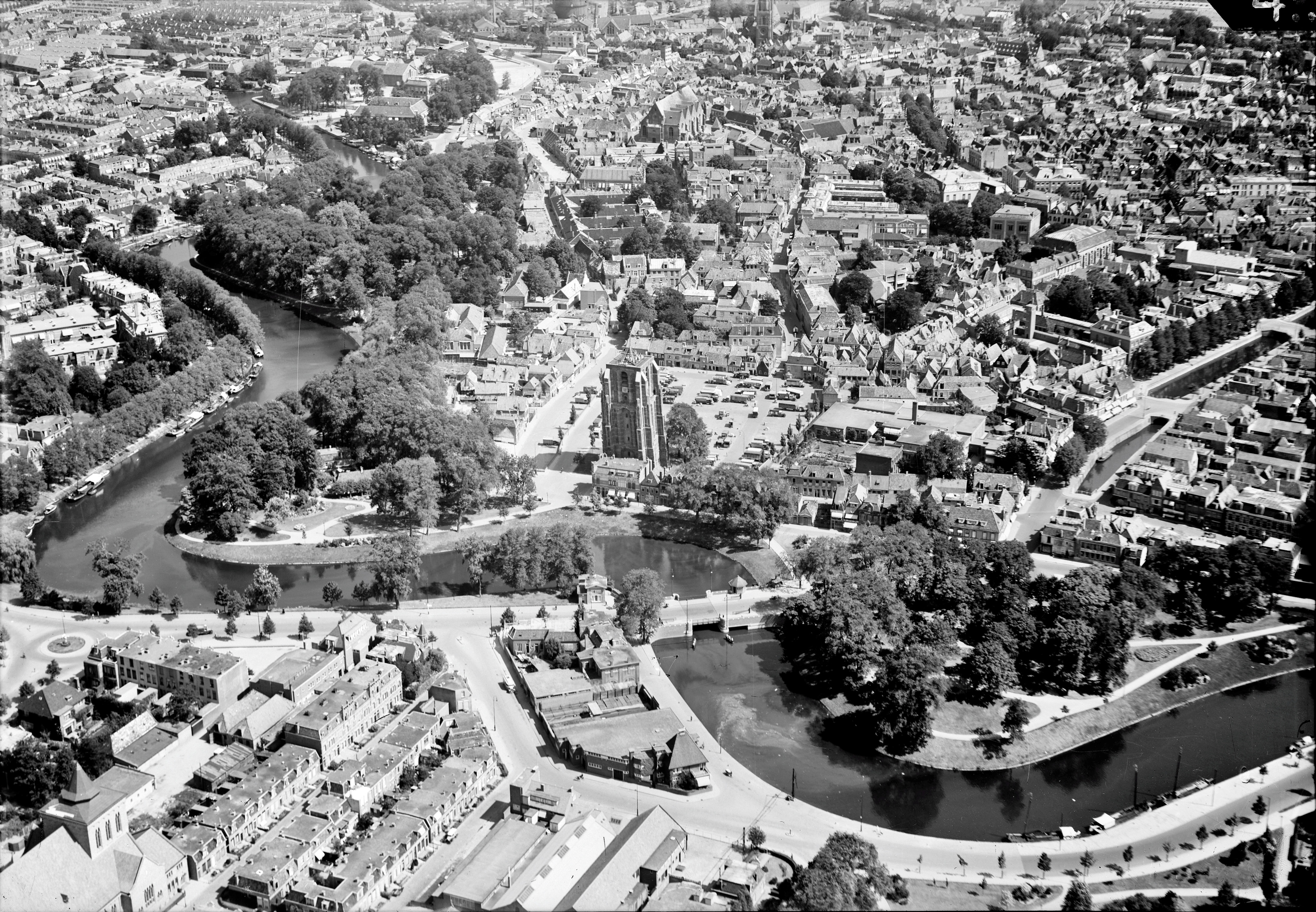
Oldehove, luchtfoto uit de periode 1920-1940.

#### Monumenten
Met 617 rijksmonumenteninschrijvingen staat Leeuwarden in de top-15 van Nederlandse monumentengemeenten, dankzij een historische binnenstad en woonwijken uit de late negentiende en vroege twintigste eeuw. Ook heeft de stad beschermde stadsgezichten zoals de binnenstad met singels, het Nieuwe Kanaalgebied en de Hollanderwijk. Deze worden beschermd omdat ze een bijzondere ruimtelijke structuur en karakter hebben, waarin een ontwikkelingsgeschiedenis van soms eeuwen is te zien. De bescherming geldt voor het historisch gegroeide patroon van gevelwanden, straten, pleinen, grachten en groengebieden en de onderlinge verhouding daarvan. Naast de rijksmonumenten zijn er 375 beeldbepalende panden.
De monumenten betreffen woonhuizen, kerken, molens, pakhuizen, winkel- en kantoorpanden en ook parken, een middeleeuwse waterloop en standbeelden. Ook de kaden en pijpen in de binnenstad en delen van de oude omwalling en grachten zijn monumentaal. De oudste monumenten dateren uit de dertiende eeuw, waaronder de Grote of Jacobijnerkerk (kloosterkerk van de Dominicanen) met beroemd Christian Müllerorgel. Het jongste monument is het Burmaniakamp uit 1940, de Duitse manschappenverblijven tegenover de vliegbasis. In de tussenliggende eeuwen zijn panden gebouwd zoals de Kanselarij, de Waag (beide uit de Renaissanceperiode) en herenhuizen aan de Tweebaksmarkt, de Voorstreek en de Nieuwestad. De grootste groep rijksmonumenten bestaat uit eenvoudige woon- en winkelpanden. Aan het Schapendijkje, tegen het terrein van de vliegbasis bevindt zich de eeuwenoude grafkelder van de familie Dorhout. Net buiten de stad staan twee poldermolens, de Bullemolen en de Froskepôlemolen.
Overigens zijn ook enkele archeologische vindplaatsen beschermd als monument vanwege een hoge archeologische verwachting.

#### Architectuur

##### Oude architectuur
- Grote of Jacobijnerkerk (dertiende eeuw), met grafkelder van de Friese Nassaus
- Oldehove (zestiende eeuw), scheve kerktoren
- Provinciehuis (het oude deel uit de zestiende eeuw)
- Westerkerk (1519), verbouwd tot theaterruimte
- Stadhouderlijk Hof (1564), in gebruik als hotel
- Kanselarij (1566-1571), waar recht werd gesproken tussen 1571 en 1811
- Waag (ca. 1590), het oude centrum van de handel
- Stadsweeshuis (zeventiende eeuw), verbouwd tot Natuurmuseum Fryslân
- Princessehof (1693), voorheen stadspaleis van prinses Maria Louise van Hessen-Kassel, nu nationaal keramiekmuseum
- Stadhuis (1715)
- Paleis van Justitie (1852) aan de kop van het Wilhelminaplein
- Station Leeuwarden (1863)
- Blokhuispoort (tweede helft negentiende eeuw)
- Beursgebouw (1880), was in gebruik als bibliotheek
- Sint-Bonifatiuskerk (1882-1884), een van de belangrijkste neogotische bouwwerken van Nederland
- Boshuisengasthuis (1652)
- Nieuw Sint Anthonygasthuis (1862-1864)
- Oud Sint Anthonygasthuis (1878)
- Hoofdpostkantoor (1903), verbouwd tot hotel met café
- Centraal Apotheek (1905), pand in art-nouveaustijl
- Gabbemagasthuis (1906)

##### Moderne architectuur
- Belastingkantoor (voormalig Waterschapskantoor) (1972), Tesselschadestraat
- Postbank-gebouw (1974), architect: Abe Bonnema. Aan de gevel hangt een kunstwerk van Marte Röling.
- Averotoren (1991), architect: Abe Bonnema. Het gebouw telt 17 verdiepingen en is met een lengte van 77 meter het één na hoogste kantoorgebouw in Leeuwarden.
- Achmeatoren (2001), architect: Abe Bonnema. Met 114 meter de hoogste toren van Noord- en Oost-Nederland.
- Business center Crystalic (2002), architect: Gunnar Daan
- Koepel op (voormalig) Friesland Bank-gebouw (2003), architect: Van Tilburg Ibelings von Behr Architecten. Het hoofdkantoor is uitgebreid met een atrium, voorzien van een glazen koepel.
- NHL Hogeschool, Rengerslaan, architect: Abe Bonnema (oudbouw; 1984), Herman Herzberger (nieuwbouw; 2010)

##### Verdwenen architectuur
- Tot 1978 stond er een gashouder aan de voet van het Stephensonviaduct. In 1976 werd deze als reclameobject gebruikt door de kaasproducent Frico, die de bol rood liet verven en aan twee kanten liet voorzien van de tekst 'Frico kaas'. In 1978 werd begonnen met de sloop van de gashouder.
- Tot 1968 stond Hotel Amicitia op de hoek van de Wirdumerdijk en de Nieuweweg. In 1969 werd het beeldbepalende hotel vervangen door een flatgebouw waar later kantoren in kwamen. Inmiddels is het gebouw aangepast in het kader van stadsvernieuwing en zijn de kantoorruimtes geweken voor appartementen met penthouses.

#### Pleinen en parken

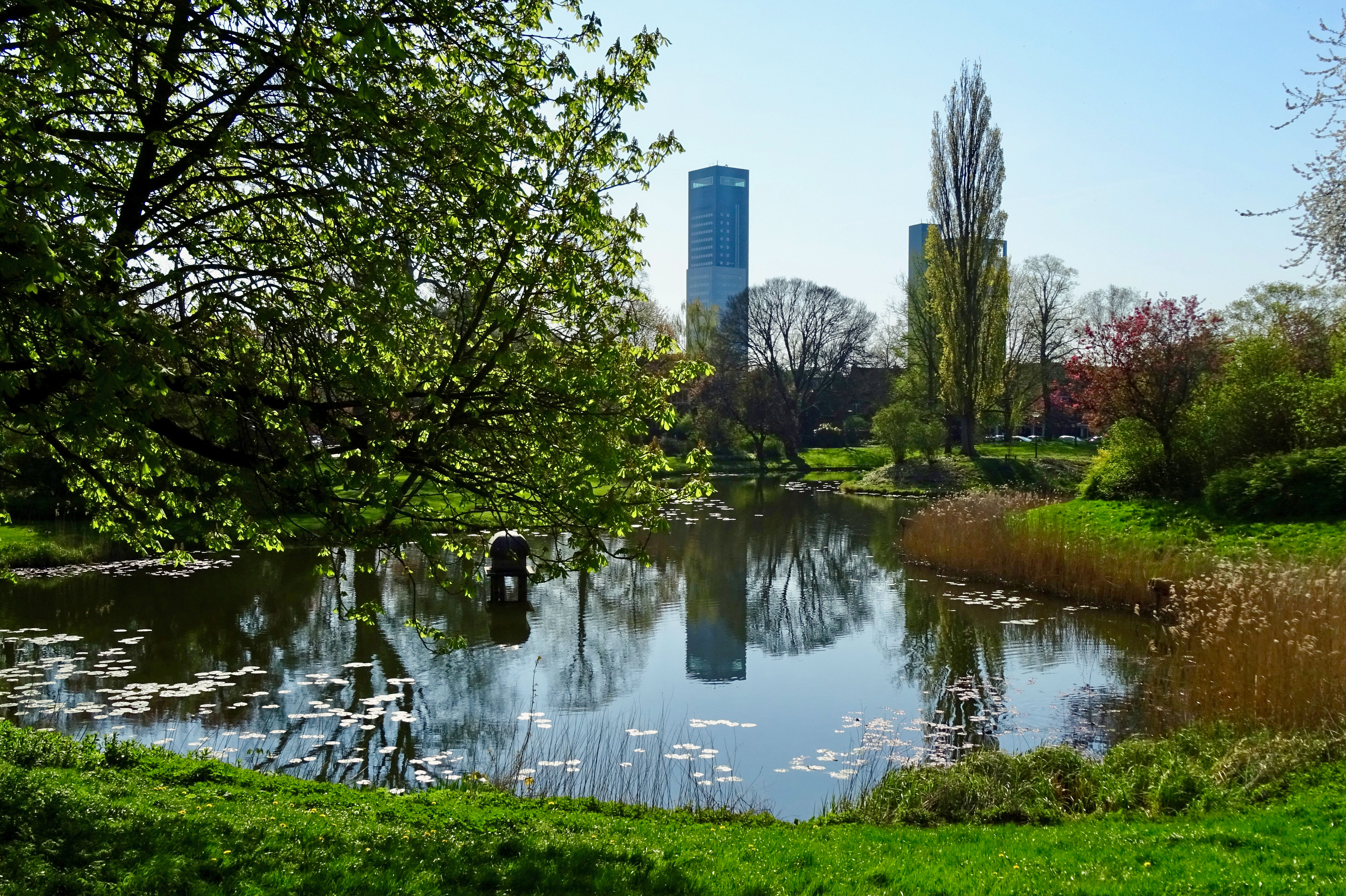
Westerpark

| Pleinen - Europaplein - Gouverneursplein - Hofplein - Oldehoofsterkerkhof - Vrijheidsplein - Wilhelminaplein (Zaailand) | Parken - Abbingapark - Julianapark - Kronenbergerpark - Leeuwarder Bos - Prinsentuin - ontwerp van Lucas Pieters Roodbaard - Rengerspark - Westerpark - ontwerp van Gerrit Vlaskamp - Dr. Zamenhofpark |

### Kunsten
Leeuwarden beschikt over een uitgebreide culturele infrastructuur waaronder een schouwburg (De Harmonie), musea (Fries Museum, Fries Natuurmuseum, Princessehof en meer) en kleinschalige podia. Daarnaast zijn er meer dan 100 horecagelegenheden in Leeuwarden, waaronder veel kroegen, een aantal feestcafés en discotheken. Alle horeca sluit uiterlijk om 3 of 5 uur 's nachts, maar mag een geleidelijke uitstroom hanteren tot 6 uur. Leeuwarden heeft een groot aantal kroegen. Deze zijn vooral geconcentreerd in de Doelesteeg, rond het Ruiterskwartier, bij het Gouverneursplein en aan de Nieuwestad. Enkele cafés hebben een podiumfunctie.

#### Stadsdichters & Stadskunstenaars
De gemeente Leeuwarden heeft meerdere keren een stadsdichter of stadskunstenaar benoemd. In 2005 werd Arjan Hut de eerste stadsdichter van Leeuwarden. In 2017 en 2018 was Jamila Faber de Stadskunstenaar. Zij werd daarna opgevolgd door Cote Veragua (Cote Create), haar termijn duurde door corona van 2020 tot en met 2022. Momenteel is Marrit Jellema de stadsdichter van de stad, zij werd begin 2024 verkozen. 

#### Cultuurbeleid
In 1989 werd middels een omstreden herenakkoord tussen de commissaris van Friesland (Hans Wiegel) en Groningen (Henk Vonhoff) overeengekomen dat de kunstvakopleidingen zouden verhuizen naar Groningen. Dit betekende het vertrek van de Muziekpedagogische Akademie Leeuwarden (MPA) / Conservatorium Leeuwarden, kunstacademie Vredeman de Vries en ook het Frysk Orkest (en de komst van agrarisch opleidingsinstituut Van Hall).
In 1998 verscheen de eerste gemeentelijke cultuurnota onder de titel 'Tussen de stenen het cement' (nota 1998-2000); deze behelsde een weergave van de aanwezige infrastructuur. Met de opvolgende nota 'Uit het cultureel receptenboek' (nota 2001-2004) werden bezuinigingen doorgevoerd. Onder de nota 'Behouden Vaart' (nota 2005-2008) werden bezuinigingen gerealiseerd door taken toe te voegen aan bestaande instellingen, Theater Romein als vernieuwend vlakkevloertheater te laten verdwijnen en flink te bezuinigen op de Leeuwarder bibliotheken. Een nieuwe stichting is in het leven geroepen om in het voormalige theater een poppodium te realiseren. In de nota 'Cultuurvuur' (nota 2008-2012) zijn ambities geformuleerd ten aanzien van het versterken van de bestaande culturele infrastructuur, meer reuring in de stad en het realiseren van productiefuncties. In 2018 was Leeuwarden, samen met de Maltese hoofdstad Valletta, Culturele hoofdstad van Europa (Leeuwarden-Fryslân 2018). Ook is Leeuwarden sinds 2019 UNESCO City of Literature.
De gemeente Leeuwarden reikt(e) een viertal prijzen uit, te weten de Jan Jansz. Starterprijs (podiumkunsten), de Piter-Jelles Prijs (letteren), de Margareta de Heerprijs (beeldende kunst en vormgeving) en de Eekhoffprijs (historisch onderzoek).

#### Musea

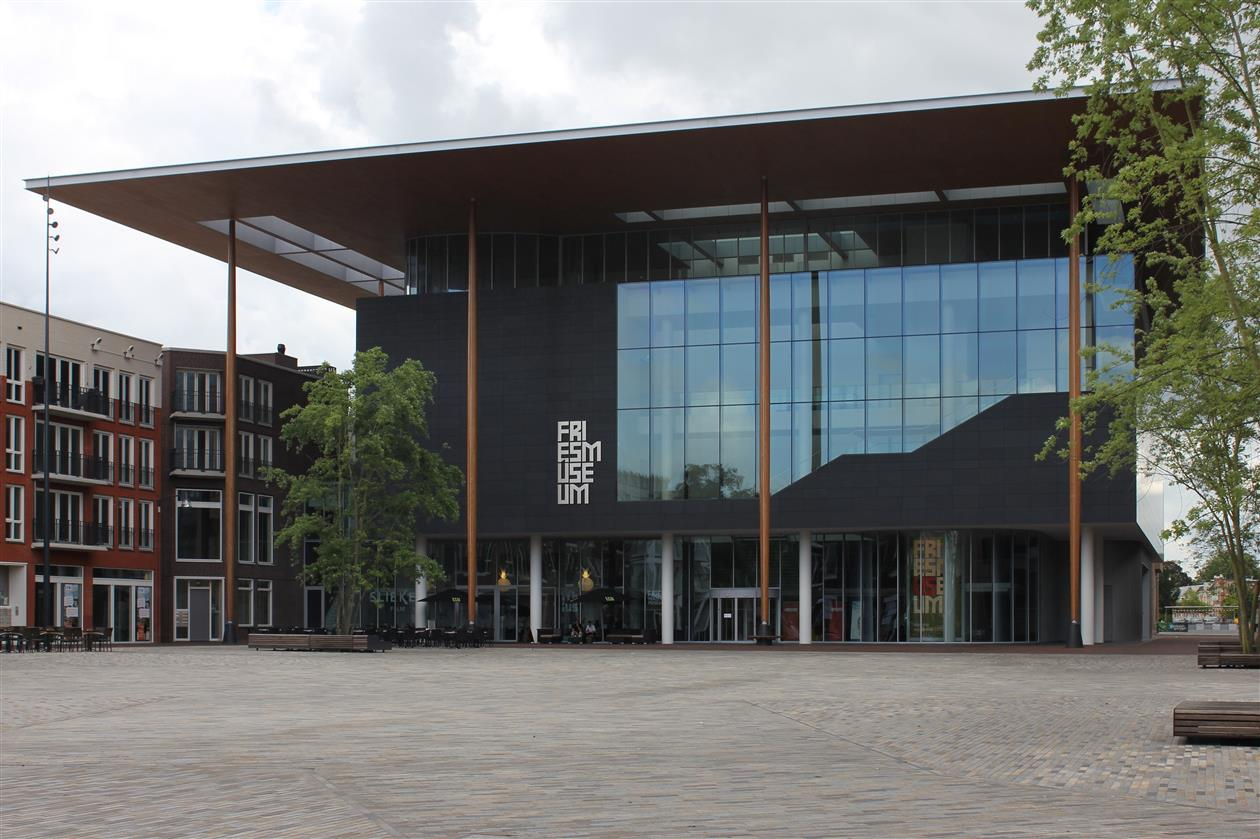
Fries Museum en Fries Verzetsmuseum

- Fries Museum, in 2013 kreeg het museum een nieuw pand aan het Wilhelminaplein. Aanleiding hiervoor was het legaat van de Friese architect Abe Bonnema.
- Fries Verzetsmuseum
- Natuurmuseum Fryslân
- Pier Pander Museum
- Princessehof (nationaal keramiekmuseum)
- Museum De Grutterswinkel
- Fries Landbouwmuseum
- Historisch Centrum Leeuwarden
- Tresoar (Fries Historisch en Letterkundig Centrum)

#### Theater en muziek

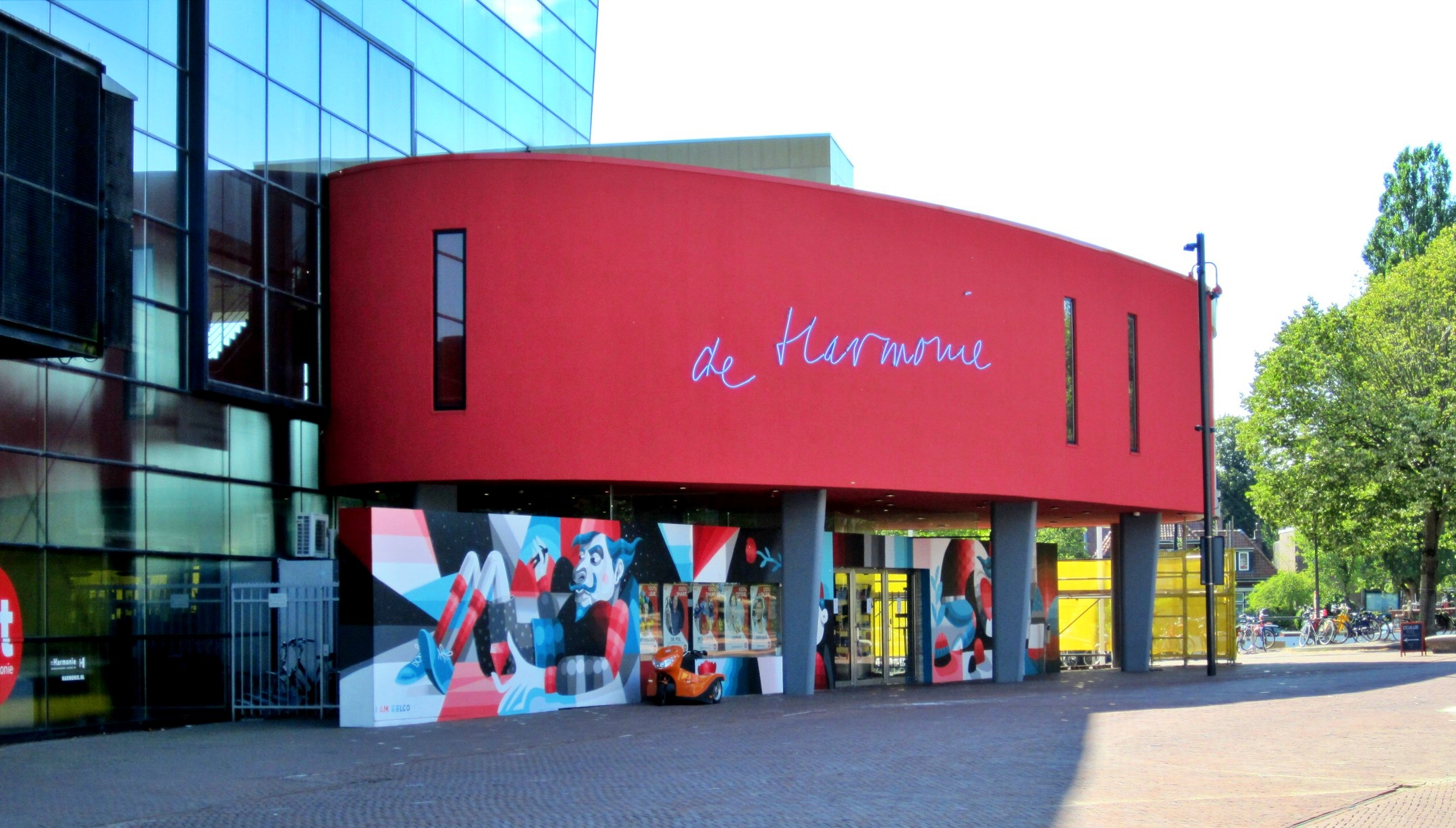
Stadsschouwburg De Harmonie

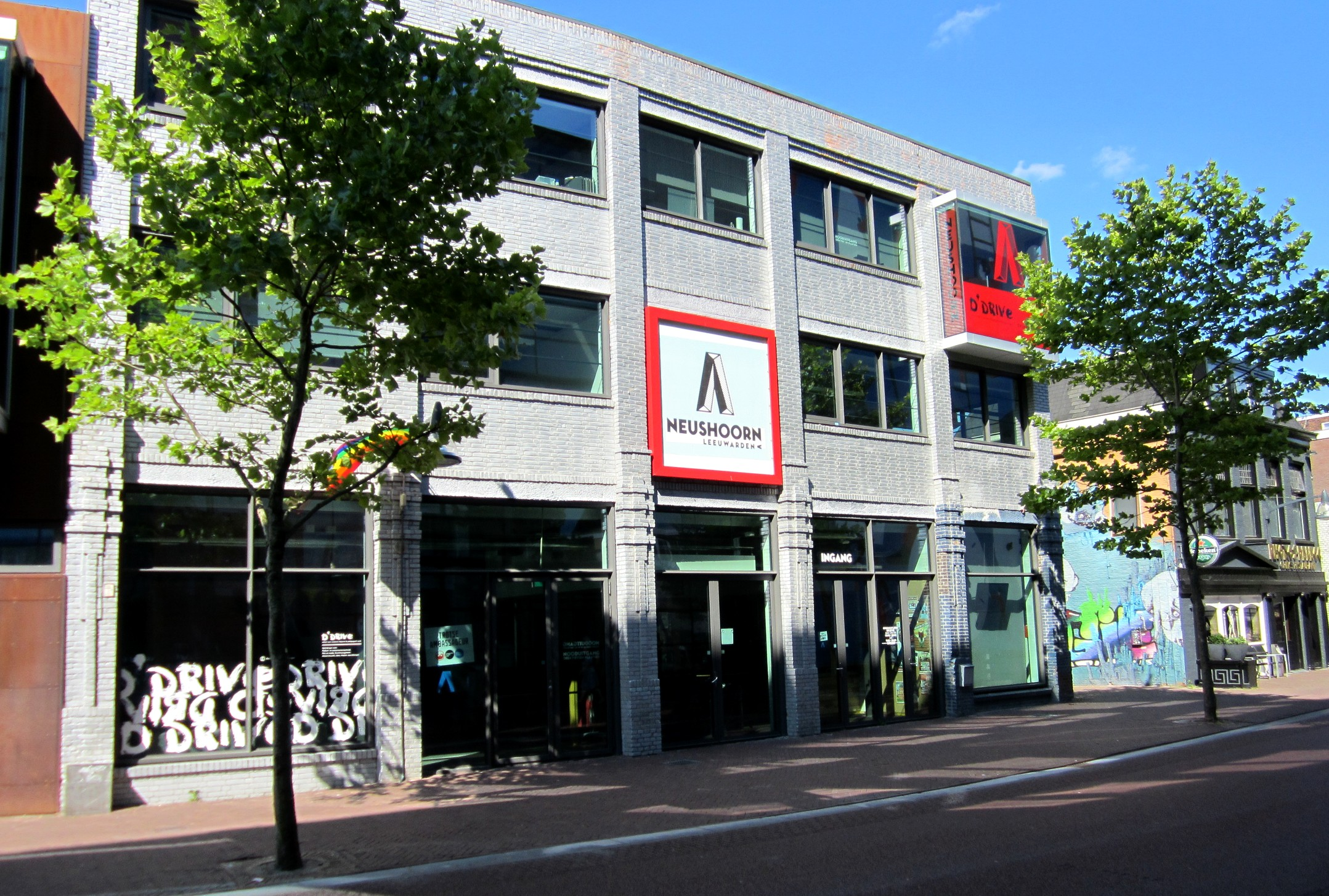
Neushoorn, poppodium aan het Ruiterkwartier

##### Huidige voorzieningen
- WTC Leeuwarden (voorheen 'De Frieslandhal')
- De Harmonie, stadsschouwburg
- Zalen Schaaf, podiumlocatie sinds 1810
- Neushoorn, poppodium
- Podium Asteriks, poppodium
- Theater De Bres, vestzaktheater
- De 4 Pelikanen, kleintheater in De Utrecht
- Het Koepeltheater
- TrompTheater, muziektheater
- Pasveerkorps, Showband

##### Voormalige podia
- Theater Romein
- Poppodium Romein
- Theater aan het Water
- Hippo, jongerencentrum

#### Film
Filmhuis Slieker, het Noordelijk Film Festival en het Fries Film Archief vallen onder de Stichting Film in Friesland, voorheen Centrum voor Film in Friesland.
Filmhuis Slieker is sinds de nieuwbouw van het Fries Museum op het Wilhelminaplein in het museum gesitueerd. Voordien zat het in de kelder van de stadsschouwburg De Harmonie aan het Ruiterskwartier, daarvoor tijdelijk in de beurs, en daar weer voor in Theater aan het Water.
De voormalige bioscopen Tivoli en Cinema aan de Nieuwestad kwamen op 1 december 2017 in handen van Pathé Nederland (Pathé Theatres B.V.), onderdeel van de Franse bioscoopgroep Les Cinémas Gaumont Pathé. Daarvoor waren beide bioscopen in handen van Loren Holding. Deze had destijds nog bezwaar tegen nieuwbouw voor een Pathébioscoop vanwege een gevreesd faillissement. In 2017 begon Pathé met nieuwbouw naast de stadsschouwburg, aan het Ruiterskwartier. De nieuwe bioscoop werd geopend op 21 april 2022.  In de oude bioscopen zijn nu verscheidene winkeliers gevestigd.

#### Beeldende kunst

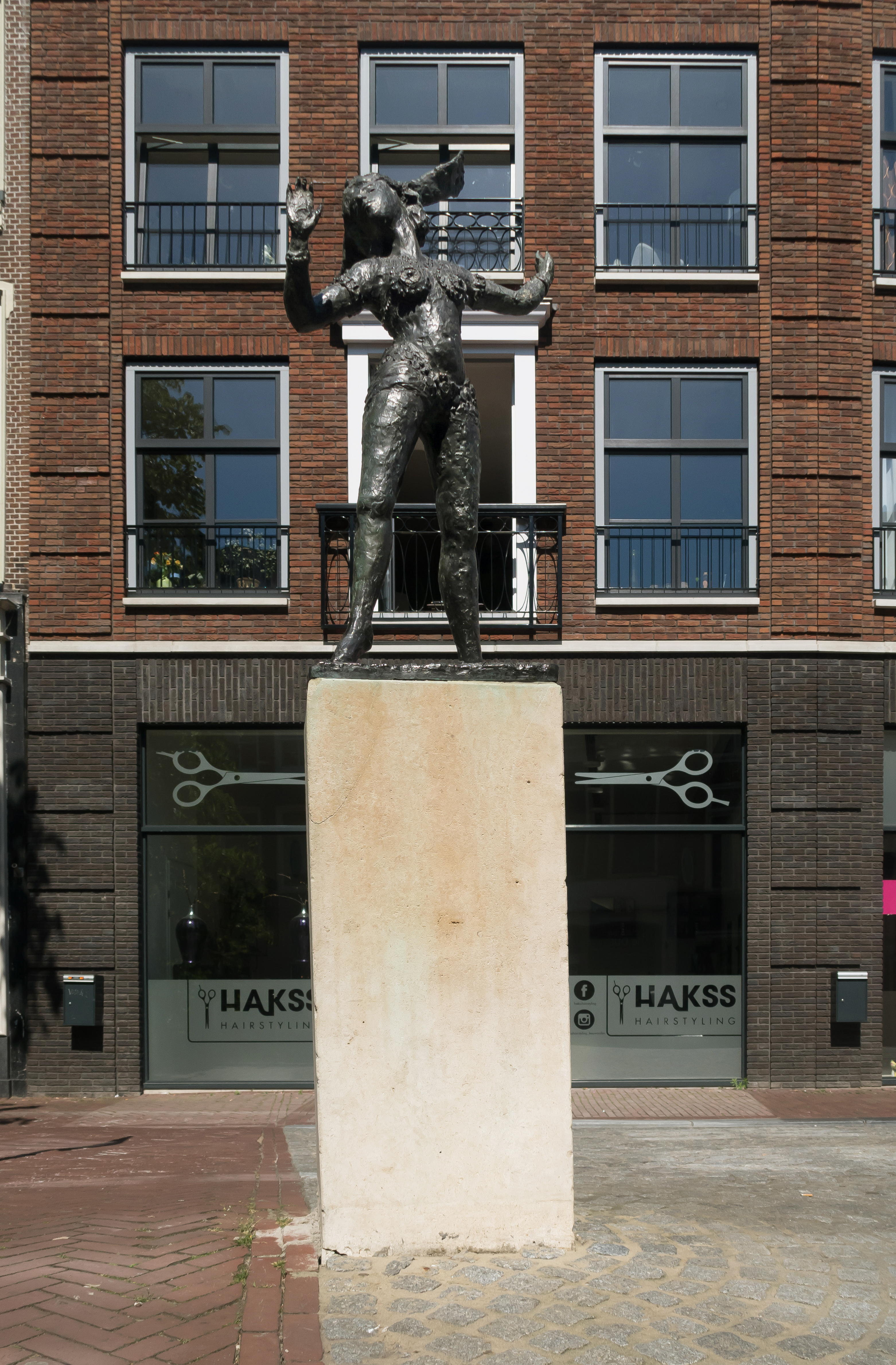
Standbeeld Mata Hari

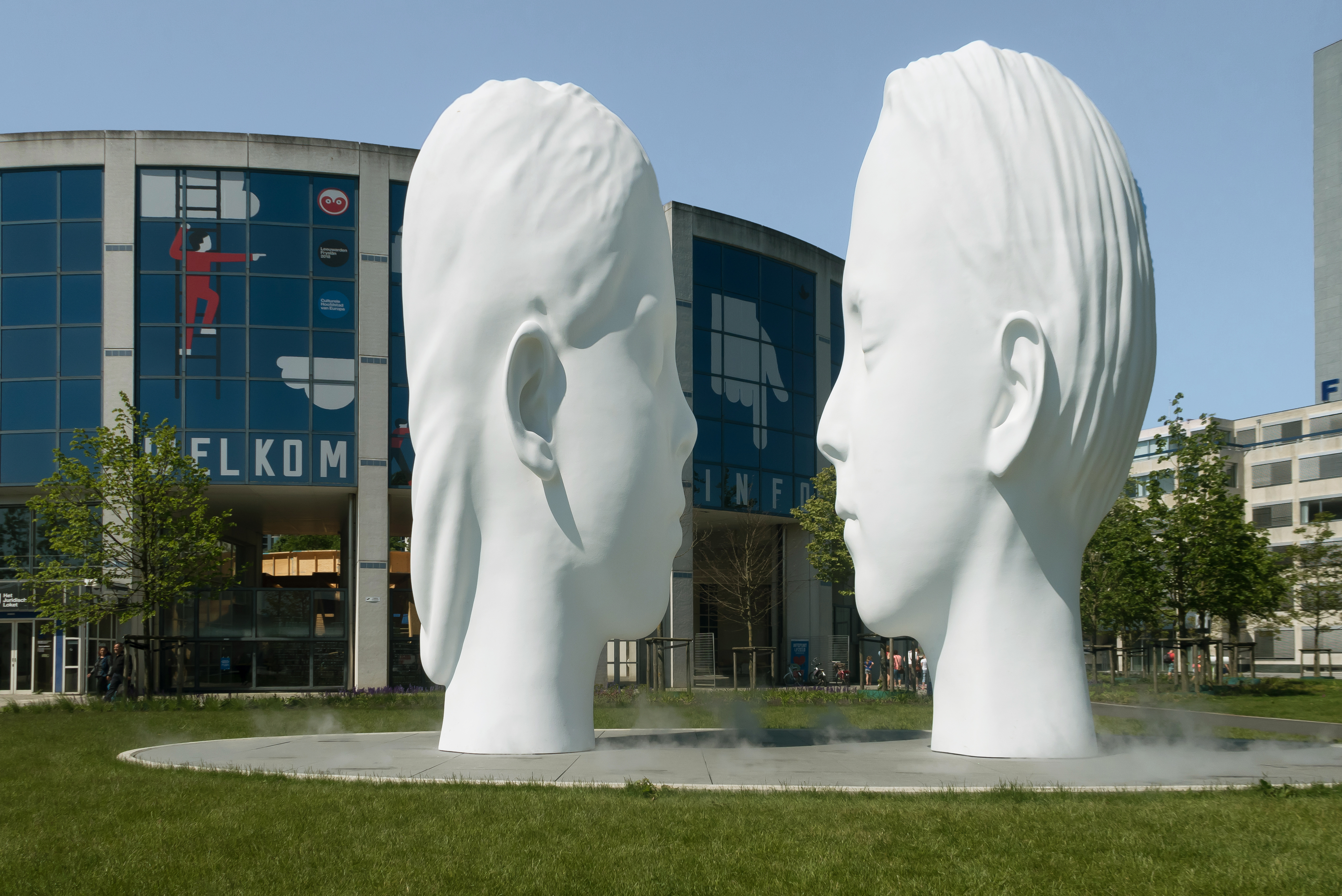
Love, fontein 11Fountains, sculptuur van Jaume Plensa op het Stationsplein

In de stad staat een ruime collectie aan beelden, waaronder een aantal van oud-Leeuwarders als Mata Hari, Pieter Jelles Troelstra en Piet Paaltjens.
Kunstzaal Van Hulsen bood van 1910 tot 1992 ruimte aan exposities van voornamelijk Friese kunstenaars, tot 1954 aan de Voorstreek en daarna aan de Nieuwestad. Eind jaren zestig was dit een van de voornaamste galeries van Nederland.
Van 1958 tot 1986 was in Leeuwarden de beeldende kunstopleiding Academie Vredeman de Vries.
Een overblijfsel uit Culturele Hoofdstad 2018 is Kunstruimte H47, een expositieruimte voor hedendaagse beeldende kunst.

##### Grafisch Atelier
Grafisch Atelier Friesland (GAF) is gevestigd in de Haniahof. Van 1997 tot september 2012 had het onderkomen in de souterrains van het kunstencentrum Parnas totdat deze vanwege gemeentelijke bezuinigingen werd gesloten. Het atelier beschikt over ets- en lithopersen, zeefdrukapparatuur en een digitale duplicator. De drukpersen zijn afkomstig van de voormalige Academie Vredeman de Vries.

##### Huisvesting kunstateliers
Kunstenaars vonden veelal onderdak in voormalige schoolgebouwen. Na het vertrek van de beeldende kunstopleiding Academie Vredeman de Vries aan de Oostersingel werd de locatie gebruikt voor kunstateliers. Ook waren kunstenaars gehuisvest in de vroegere St. Anthonyschool (voordien Gemeenteschool 12), toen Negen-A geheten, in de Arendstuinschool (voordien Gemeenteschool 7), en in de Haniahof. (Individuele) ateliers konden vanaf 1994 worden bezocht tijdens open-atelierroutes.
In 1998 zou het Leeuwarder kunstcentrum de Infirmerie worden geopend met daarin ateliers voor kunstenaars en een kunstuitleen. Nog voor de opening werd deze door brand getroffen waardoor honderden werken beschadigd raakten of verloren gingen. De gedupeerde kunstenaars waren onder meer tekenaar/graficus B.C. Epker, Juut Koppenhagen, fotograaf Rob Nypels en kunstschilder Andries Posthumus. Na de restauratie is het pand van Centrum voor Beeldende Kunst verkocht aan de Corporatie Holding Friesland. Cultuurwethouder was indertijd Arno Brok, directeur van de Infirmerie was Rinse Rinsma. In 2003 werd het pand weer na restauratie heropend.

#### Evenementen

##### Lopende evenementen
- Veemarkt - wekelijks
- Bloemenmarkt - jaarlijkse bloemenmarkt op Hemelvaartsdag
- Noordelijk Film Festival (sinds 1976) - jaarlijks filmfestival
- Jeugdland (sinds 1988) - kindervakantieweek op sportterrein Nijlân
- Fries StraatFestival (sinds 1980) - jaarlijks straatfestival in mei met optredens/voorstellingen
- Media Art Festival (sinds ca. 1996) - jaarlijks festival voor audiovisuele mediakunst
- Noorderlicht (sinds 2000) - jaarlijkse fotomanifestatie die om het jaar in Leeuwarden plaatsvindt
- Befrijdingsfestival Fryslân - jaarlijks bevrijdingsfestival op 5 mei
- Liet (sinds 1991) en Liet International (sinds 2002) - jaarlijks songfestival voor Friestalige muziek, resp. minderheidstalen
- Dancetour Leeuwarden (sinds 2005) - jaarlijks festival in juni met dancemuziek
- Holy Stitch (sinds 2009) - DIY & crafty markt
- Into the Grave (sinds 2011) - jaarlijks metalfestival
- Jailbreak Festival (sinds 2012) - jaarlijks tatoeage-, rock-'n-roll- en kunstfestival
- 90's XXL (sinds ca. 2012) - jaarlijks feest in december met jaren negentig-muziek
- Welcome To The Village (sinds 2013) - jaarlijks driedaags muziekfestival in juli met diverse soorten muziek
- Psy-Fi (sinds 2014) - goa-trancefestival in de Groene Ster
- Cityrock Leeuwarden - muziekfestival in het Rengerspark
- Racing Expo - jaarlijks auto- en motorsportevenement

##### Vroegere evenementen
- Fuq festival (jaren 1960) - muziekfestival
- Powwowfestival (jaren 1970) - muziekfestival in de Harmonie
- Friesland Vaart (tot en met 2006) - Watersportevenement
- Middelsee Jazztreffen (1983-1995) - jazzfestival met concours
- 700 jaar Leeuwarden/Ljouwert (1985) - Festiviteiten
- Buitenpop (1992) - popfestival in de Groene Ster
- Frysk Festival (1995, 2000) - provinciebreed cultureel festival met beeldende kunst en theater ('Abe' (1995), 'Orfeo Aqua' (2000))
- 500 jaar Friesland (1998) - provinciebrede festiviteiten
- Simmer 2000 - provinciebreed cultureel reüniefestival met theater en muziek
- Faderpaard (2014) - toneel- en muziektheatershow van het Koninklijk Friesch Paardenstamboek
- The Passion (2017)
- Leeuwarden-Fryslân 2018 (2018) - culturele hoofdstad van Europa
- Scrooge Live (2021) - muziektheatershow over het boek A Christmas Carol

## Onderwijs, welzijn en sport

### Onderwijs

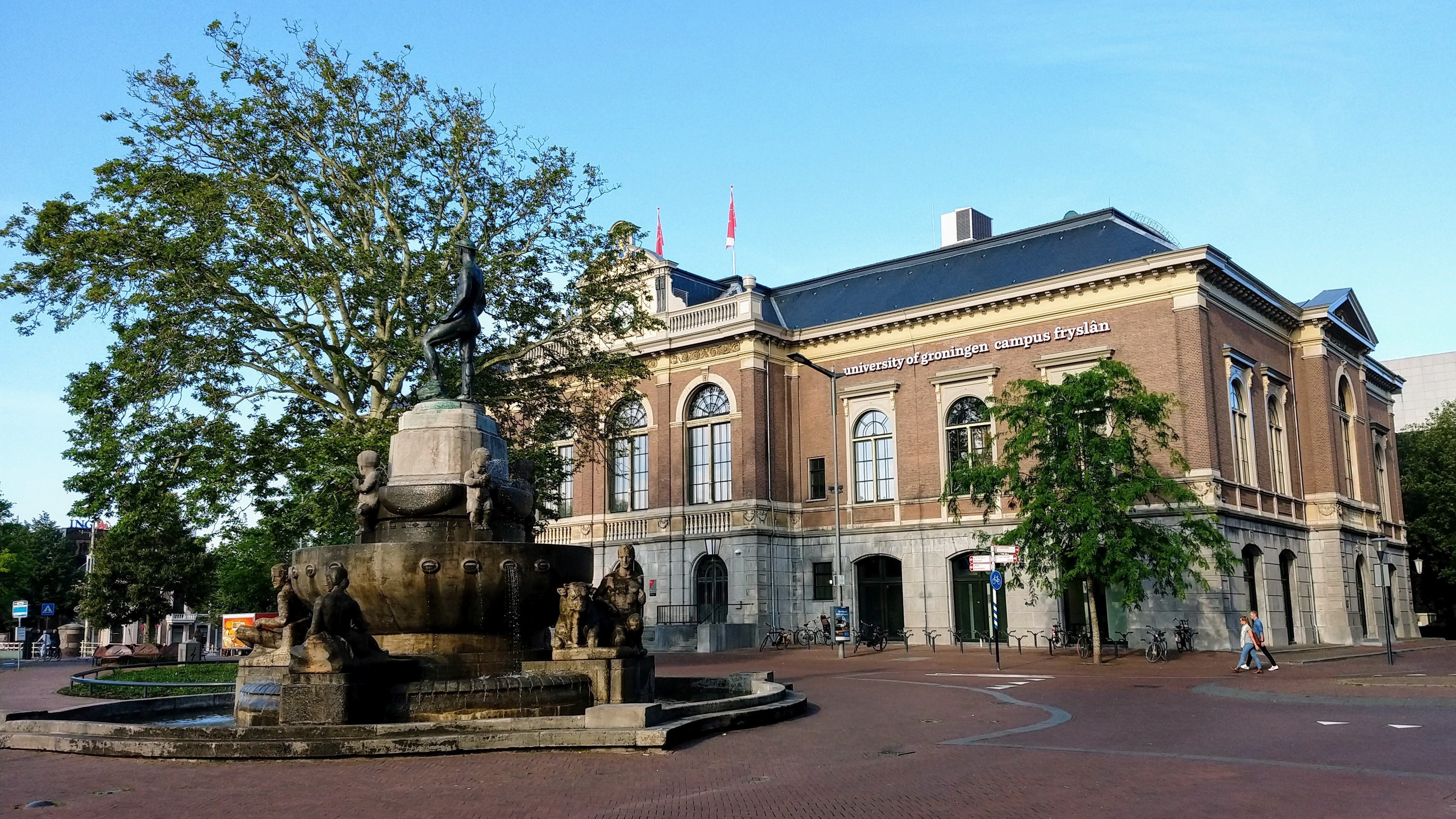
Campus Fryslân

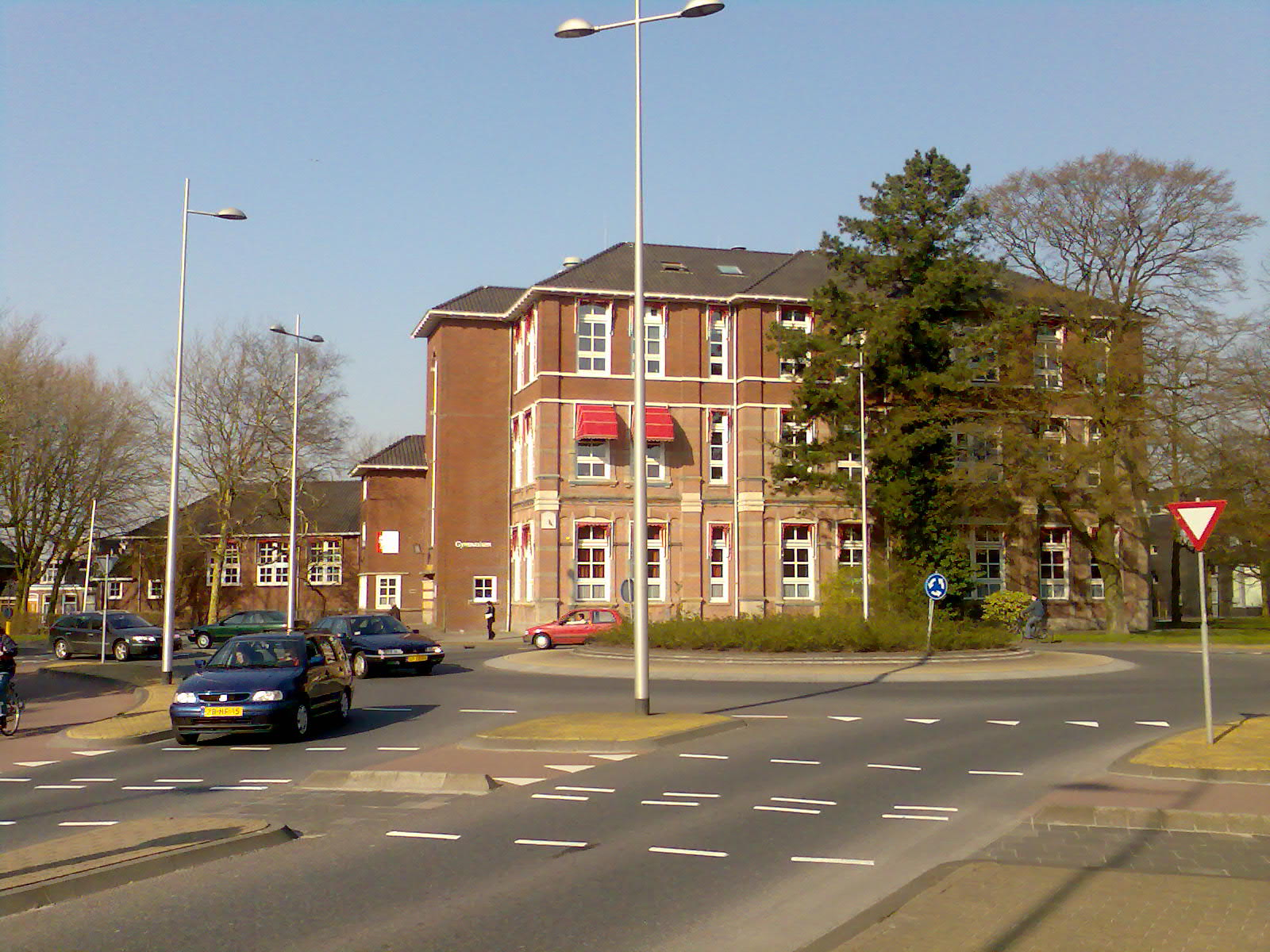
Stedelijk Gymnasium

In Leeuwarden zijn diverse scholen voor middelbaar beroepsonderwijs en voortgezet onderwijs gevestigd, waaronder het Friesland College, ROC Friese Poort, CSG Comenius, Nordwin College, Christelijk Gymnasium Beyers Naudé en 5 scholen die horen bij de Friese scholengemeenschap Piter Jelles waaronder het Stedelijk Gymnasium Leeuwarden dat voortgekomen is uit de Latijnse school. Ook heeft het scholen van het speciaal onderwijs, zoals de professor Grewelschool.

#### Hoger beroepsonderwijs en universiteit
In Leeuwarden zijn twee scholen voor hoger beroepsonderwijs gevestigd: Hogeschool Van Hall Larenstein en NHL Stenden Hogeschool, welke in 2018 is ontstaan uit een fusie van NHL Hogeschool en Stenden Hogeschool, dat weer een fusieschool was van de Christelijke Hogeschool Nederland en de Hogeschool Drenthe.
Ook heeft Leeuwarden vestigingen van de Universiteit Wageningen (Dairy Campus), Rijksuniversiteit Groningen (Campus Fryslân) en de Hanzehogeschool Groningen (Academie voor Popcultuur). In 2016 is de Dairy Campus opgericht. In 2019 is Campus Fryslân opgericht; het is een faculteit voor Friese maatschappij en Friese economie.
Verder is de Open Universiteit ook in Leeuwarden gevestigd.

### Bibliotheken en archieven
De openbare bibliotheek is gevestigd in de Blokhuispoort. Daarvoor was het gevestigd in het Beurs- en waaggebouw (waar tegenwoordig Campus Fryslân in is gevestigd).
Tresoar, het Fries Historisch en Letterkundig Centrum, waarvan de voormalige Provinciale Bibliotheek van Friesland deel uitmaakt, is gevestigd aan het Oldehoofsterkerkhof. Hier is veel informatie over de provincie Friesland te vinden. Ook zijn hier krantenarchieven zoals die van de Leeuwarder Courant en het Friesch Dagblad.
Historisch Centrum Leeuwarden (HCL), voor 2001 Gemeentearchief geheten, beheert het stadsarchief, waaronder archieven van kerken, scholen, verenigingen en politie. De organisatie is beheerder van de stedelijke beeldende-kunstcollectie en enkele musea zoals de Oldehove en het Pier Pander Museum en de Pier Pander Tempel. Het Gemeentearchief was oorspronkelijk de wettelijke bewaarplaats van de archieven van het Leeuwarder stadsbestuur. De bibliotheek van het HCL omvat drukwerk, waaronder boeken, tijdschriften en de Leeuwarder Courant, en een beeldverzameling met foto’s, bouwtekeningen, prenten en stadsplattegronden.

### Gezondheidszorg

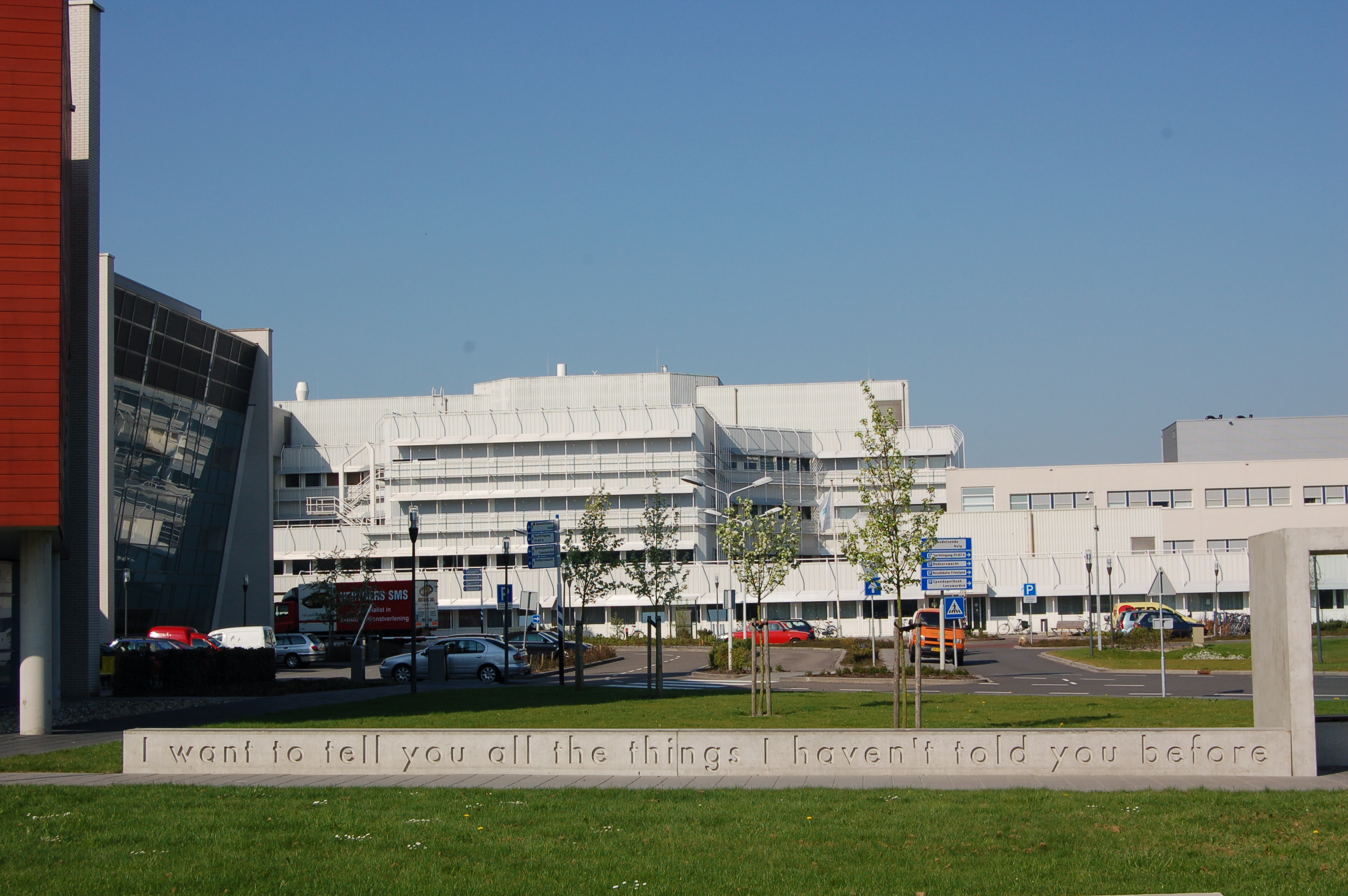
Medisch Centrum Leeuwarden (MCL)

Het Frisius MC Leeuwarden (voorheen Medisch Centrum Leeuwarden) is met 623 bedden het grootste algemene ziekenhuis van Noord-Nederland en tevens een van de grootste van Nederland. In het MCL zijn alle medische en verpleegkundige specialismen te vinden. Sinds 2004 is het MCL (voormalig MCL-Zuid) het enige ziekenhuis van Leeuwarden.
Door een tekort aan huisartsen in Leeuwarden wordt het steeds lastiger om van huisarts te veranderen of überhaupt een huisarts te vinden in Leeuwarden. Mensen die een huisarts zoeken kunnen het best contact opnemen met hun zorgverzekeraar. De verwachting is dat dit probleem komende jaren fors zal toenemen door pensionering van de gevestigde huisartsen. De overheveling van zorg van ziekenhuis naar de 1e lijn zal hierdoor steeds verder onder druk komen te staan. De verhoogde werkdruk op de resterende artsen verhoogt het risico op uitval. Doordat de marktwerking in de zorg niet op gaat voor het inkomen van de huisarts zal dit probleem zich niet vanzelf oplossen.

### Sport

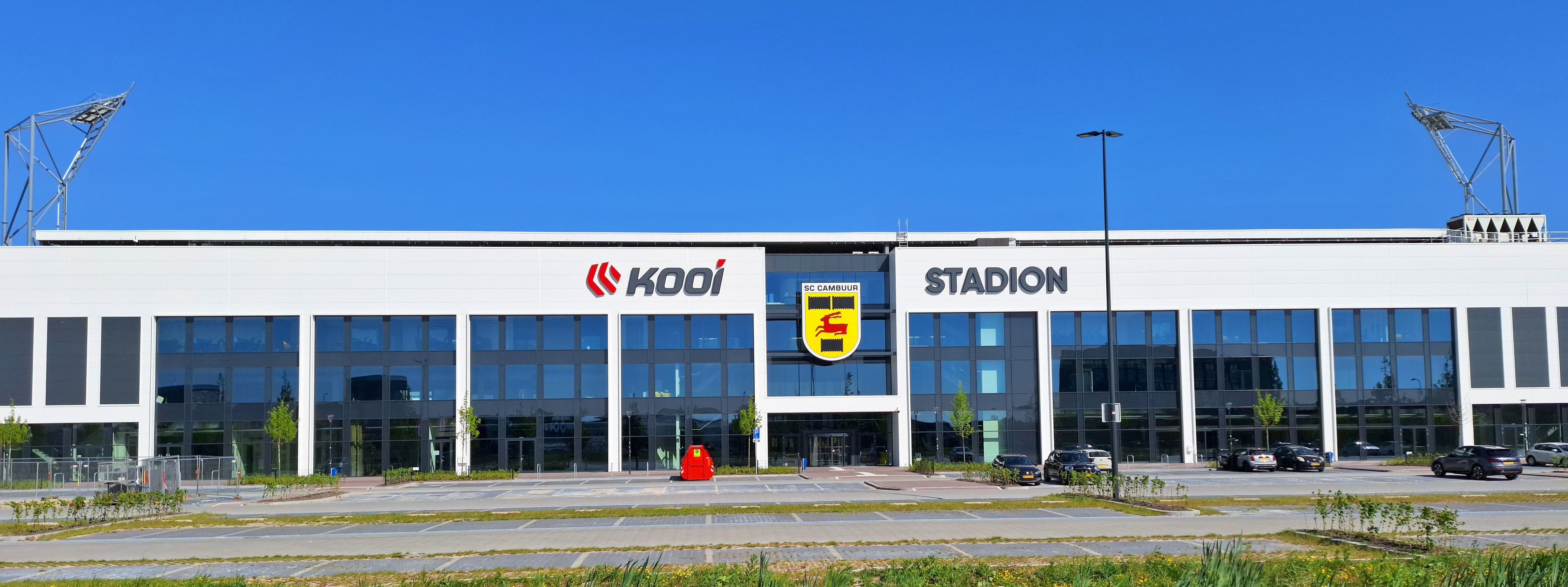
Kooi Stadion

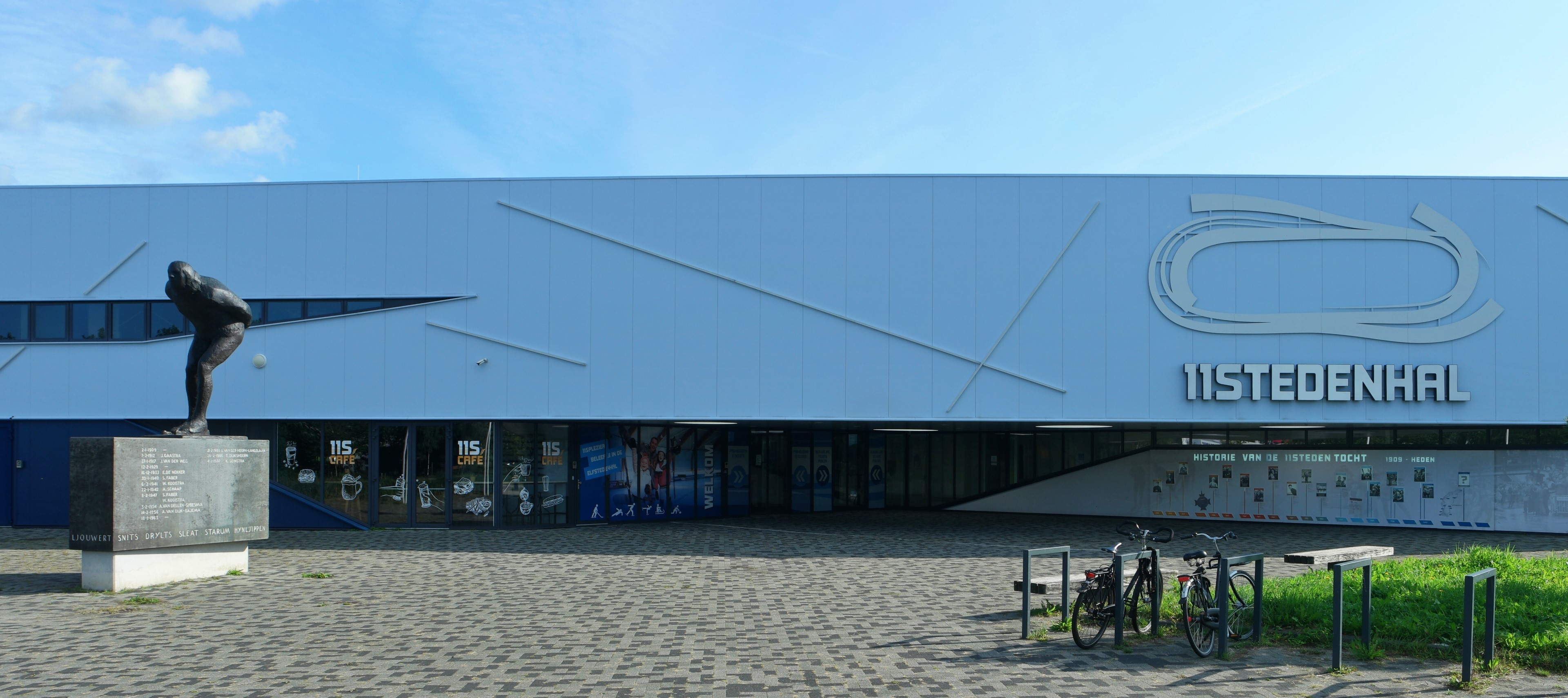
Elfstedenhal

Leeuwarden is bekend als start- en finishplaats van de Elfstedentocht. Voor het schaatsen is er de Elfstedenhal.
De profvoetbalclub is Cambuur Leeuwarden. SC Cambuur komt uit in de Eredivisie vanaf het seizoen 2021-2022 en speelt zijn thuiswedstrijden sinds 2024 in het Kooi Stadion met 15.000 plaatsen (Het oude Cambuurstadion met een capaciteit van 10.250 plaatsen staat bijna midden in de stad). 
Grote sportparken zijn het Sportcentrum Kalverdijkje, Sportpark Nylân en Sportpark De Magere Weide. Her en der in de stad liggen nog wat andere kleinere sportparken.
Leeuwarden doet met twee skûtsjes mee aan het Sintrale Kommisje Skûtsjesilen, de Rienk Ulbesz (zeilteken een Leeuw) en It Doarp Huzum (zeilteken een gecombineerde L en M).
Leeuwarder overdekt zwembad (LOZ) aan het Jacob Catsplein was het eerste overdekte zwembad in Friesland en was van 1932 tot en met 1992 in gebruik. Latere lokale zwembaden zijn Zwembad Kalverdijkje (in het gelijknamige sportcomplex) en subtropisch zwembad De Blauwe Golf. De Groene Ster is een buitenzwemgelegenheid net buiten de stad; voorheen waren er de openluchtzwembaden De Kleine Wielen en Nijlân.
Ook wordt in de stad jaarlijks de hardloopwedstrijd Loop Leeuwarden gehouden.

## Religie

### Rooms-katholiek

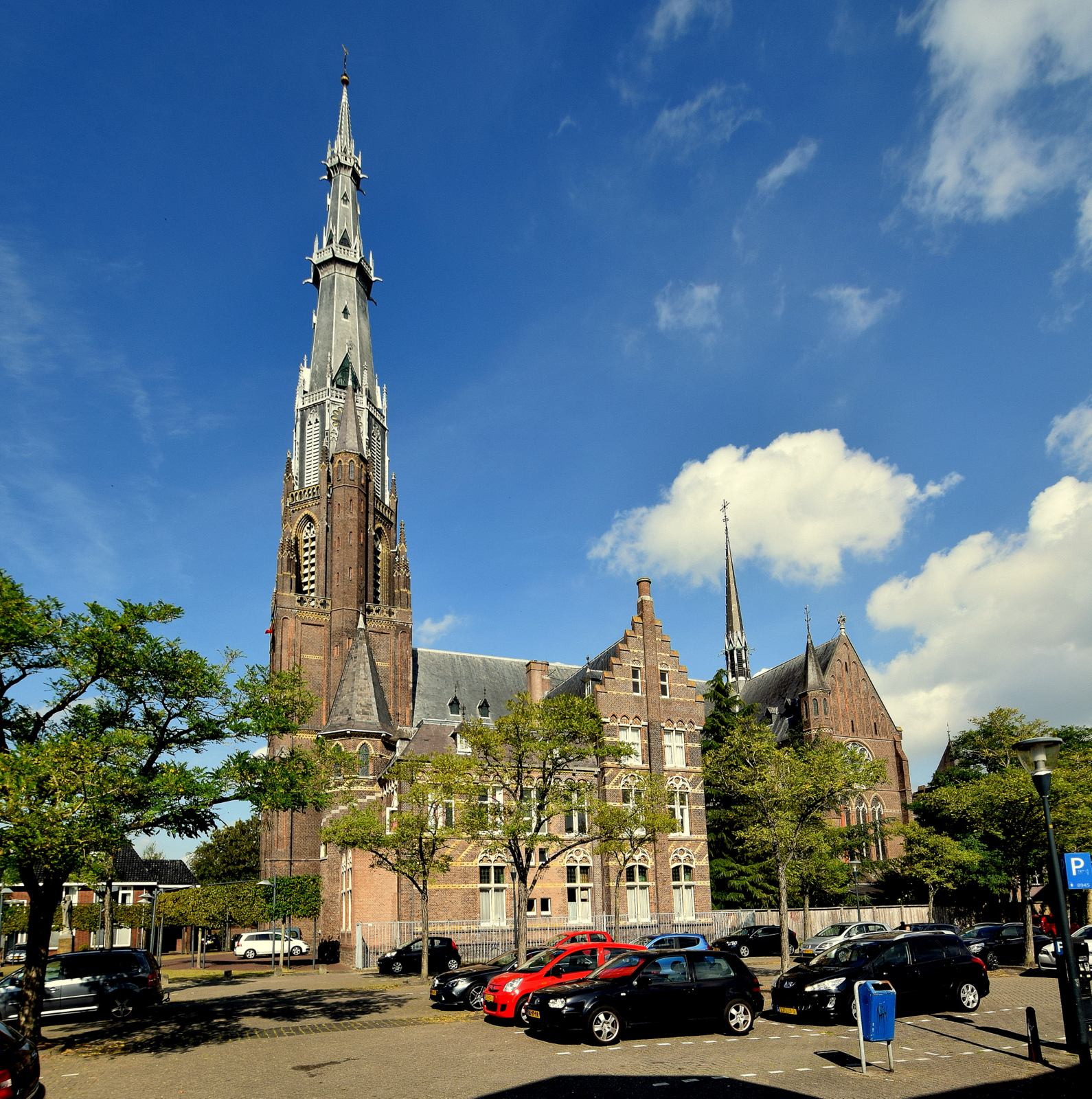
Sint-Bonifatiuskerk uit 1884

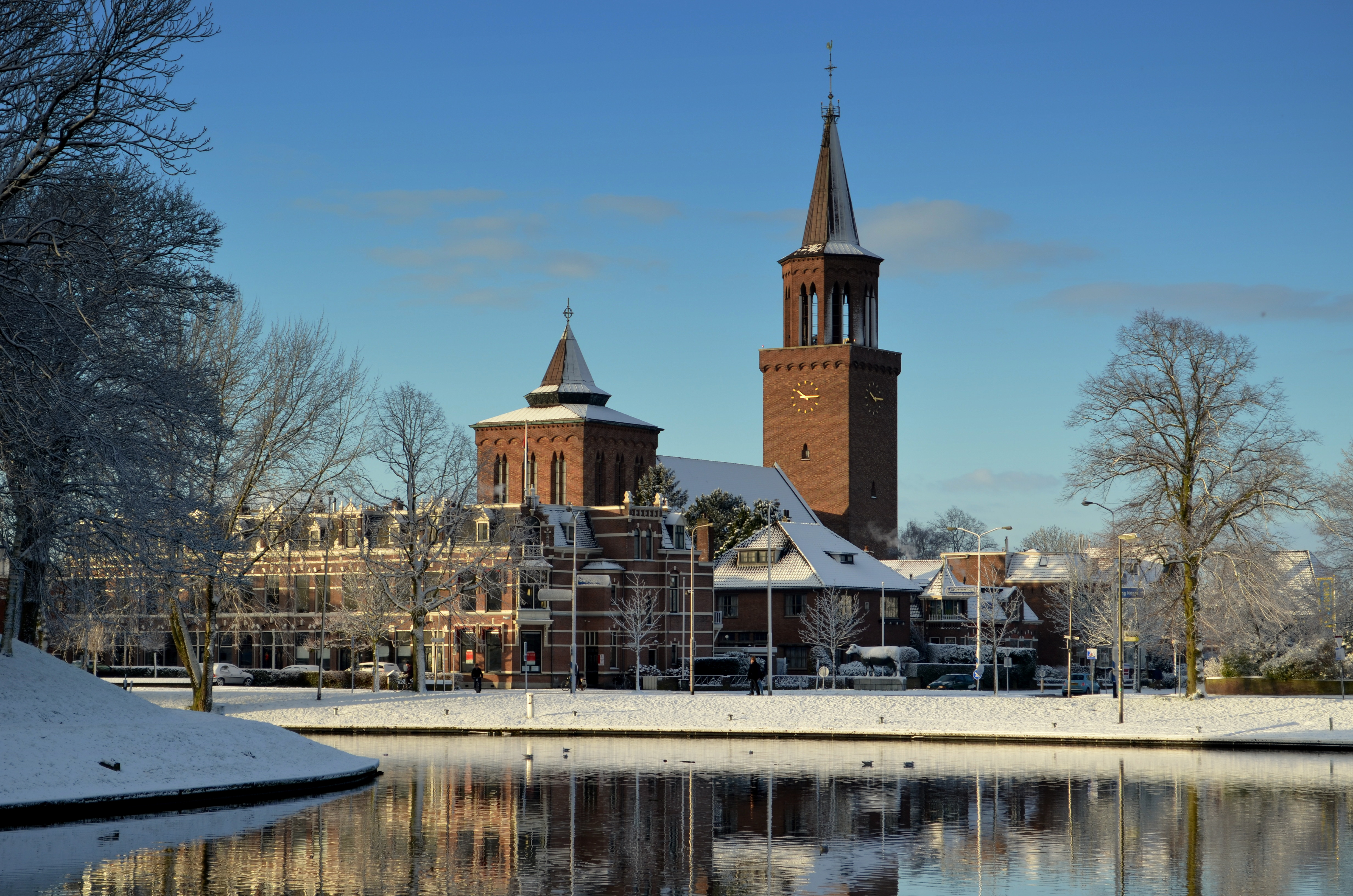
Sint-Dominicuskerk uit 1937

Het Sint-Annaklooster of Grauwe Begijnen was oorspronkelijk de gemeenschap van Zusters van het Gemene Leven op de terp Fiswerd bij Leeuwarden, van circa 1470 tot 1580; het klooster kwam in 1510 binnen de stad in wat later de Westerkerk aan de Bagijnestraat werd; de zusters traden vóór 1529 toe tot de derde orde van Sint-Franciscus; de kerk stond bekend onder de naam Begijnenkerk. Voorlopers hiervan waren mogelijk de begijnen, vermeld te Leeuwarden in 1285.
De parochie van de rooms-katholieke kerk in Leeuwarden heet de Titus Brandsma Parochie en is ontstaan na een fusie van meerdere parochies in 1986. Deze reorganisatie was noodzakelijk door de toenemende ontkerkelijking in Leeuwarden. Het aantal parochianen bedroeg anno 2008 circa 6.000. De parochie heeft de beschikking over twee kerkgebouwen, de Sint-Bonifatiuskerk (1884) en de Sint-Dominicuskerk (1937).

#### Geschiedenis
In 1559 richtte paus Paulus IV een groot aantal nieuwe bisdommen op. Een daarvan was het bisdom Leeuwarden (1559-1579). Bisschop Cuneris Petri was de laatste van de twee bisschoppen die het bisdom had. Hij had zijn intrek in het Patershuis, naast de bagijnekerk. In 1570 werd de Sint-Vitusbasiliek, die op de terp de Oldehove stond, tot kathedraal gewijd. Kort daarop werd deze tweemaal door een hevige storm getroffen en daarna door de definitieve overwinning van de hervormden getroffen. Begin zeventiende eeuw werd het godshuis afgebroken; het kerkhof en een scheve stompe toren (Oldehove) was wat er overbleef. In de jaren 1980 waren de contouren van de basiliek nog zichtbaar op het parkeerterrein dat het Oldehoofsterkerkhof was geworden.
Het bisdom Leeuwarden heeft maar kort gefunctioneerd, tot ongeveer 1580. Maar het leeft voort in de huidige naam van het bisdom, dat sinds 2006 herdoopt is tot bisdom Groningen-Leeuwarden. In 1609, midden in de Reformatieperiode en de Tachtigjarige Oorlog, durfden twee priesters zich weer in Leeuwarden te vestigen en werden de eerste staties gesticht. In die tijden waarin de katholieke eredienst in Friesland verboden was, ontstond een 'statie' als een priester in het geheim niet alleen praktiserende katholieken bezocht en met hen de Heilige Mis vierde, maar ook bij hen ging wonen. Dat hebben in 1609 twee priesters gedaan, aan de Vleesmarkt (waar nu bioscoop Tivoli zit) en aan de Bontepapensteeg. Eigenlijk kun je zeggen, dat de katholieken in Leeuwarden 400 jaar geleden zich als gemeenschap opnieuw hebben georganiseerd. Op 19 november 1884 werd de nieuwe Sint-Bonifatiuskerk, toen aan de Voorstreek, maar nu aan een eigen plein (Bonifatiusplein), door de aartsbisschop ingewijd.
Naar aanleiding van de voornoemde gebeurtenissen in 1559, 1609 en 1884 werden in 2009 de jubilea ervan gevierd.

#### Bedevaart
Kort voor 1510 was er een bedevaart ontstaan naar de Sint-Vituskerk ter ere van een nieuw Maria-beeld dat wonderen zou verrichten. In 1510 begon de traditie van de rondgang op de zondag na het feest van O.L.Vrouw Visitatie (2 juli) waarin het beeld werd meegedragen. Vermoedelijk vond de rondgang plaats tot 1580, aangezien in maart 1580 alle Leeuwarder kerken aan de protestanten werden toegewezen. Toen het na die hervorming in het bezit kwam van de dominicanen bleef het beeld een toevlucht voor mensen in nood. Het beeld staat tegenwoordig in de Mariakapel van de Dominicuskerk. Langs de oude processieweg werd van 1948 tot en met 1964 jaarlijks een stille omgang gelopen. In 1997 werd het beeld voor het eerst weer uit de Mariakapel gehaald en op het hoogaltaar geplaatst — iets wat sindsdien jaarlijks gebeurt op 15 augustus, het feest van Maria-Tenhemelopneming. Het Marialof (in oktober) vindt tegenwoordig de rondgang met het beeld plaats door de Dominicuskerk.
Op zondag 6 oktober 2013 liepen ongeveer 450 bedevaartgangers mee in de Mariaprocessie van de Titus Brandsmaparochie met het middeleeuwse 'genadebeeld' Onze Lieve Vrouwe van Leeuwarden. In oktober 2010 trok de processie voor het eerst sinds de reformatie door de binnenstad. De plechtige optocht, met als hoofddeelnemer de Bisschop van Groningen-Leeuwarden Gerard de Korte, ging van de Sint-Bonifatiuskerk naar de Sint-Dominicuskerk. Op het Oldehoofsterkerkhof werd stilgehouden. Op die plek stond ooit de Sint-Vituskerk waar het Mariabeeldje in de zestiende eeuw werd gekoesterd. Het Mariabeeld is in de loop der tijd meermaals bekleed met sieraden, zoals een kroon (1954), een kruis en een kettinkje, vervaardigd uit giften van parochianen.

#### Jabikspaad

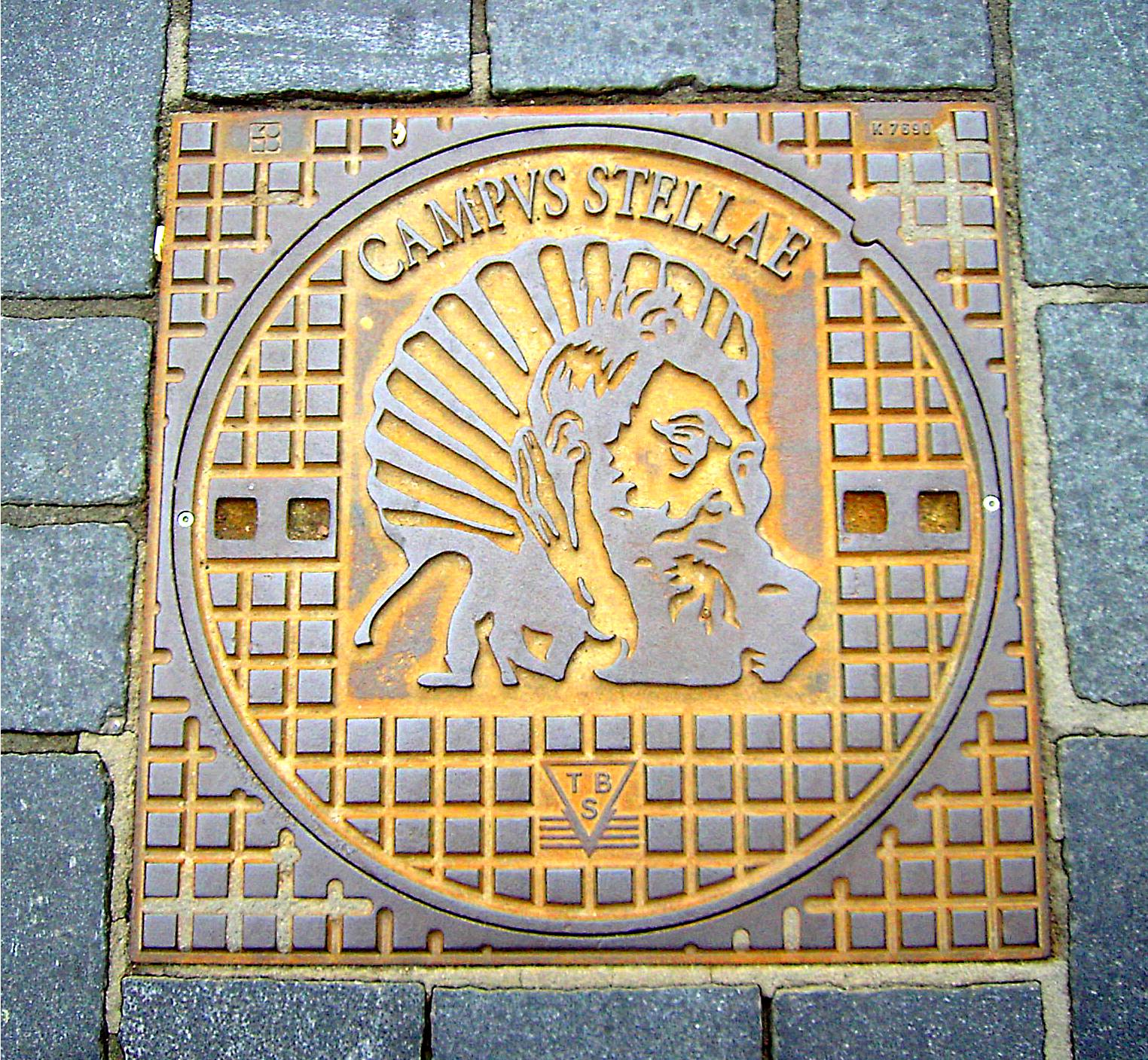
Putdeksel verwijzend naar het Jabikspaad

Het Friese Jabikspaad doet Leeuwarden aan en maakt onderdeel uit van de pelgrimsroute naar Santiago de Compostella. De route loopt vanuit Sint Jacobiparochie via Hasselt (België) naar Santiago de Compostella (Spanje). Pelgrims lopen hierbij onder andere in Leeuwarden door de Sint Jacobsstraat, een winkelstraat waarin op zeven putdeksels afbeeldingen met het opschrift 'Campus Stellae' verwijzen naar deze route. Dit kunstwerk van Groenewoud/Buij uit 2001 toont lichaamsdelen gecombineerd met verschillende schelpen. Het hoofd van de heilige Jacobus is omkranst met de stralen van een Jacobsschelp.

### Protestants

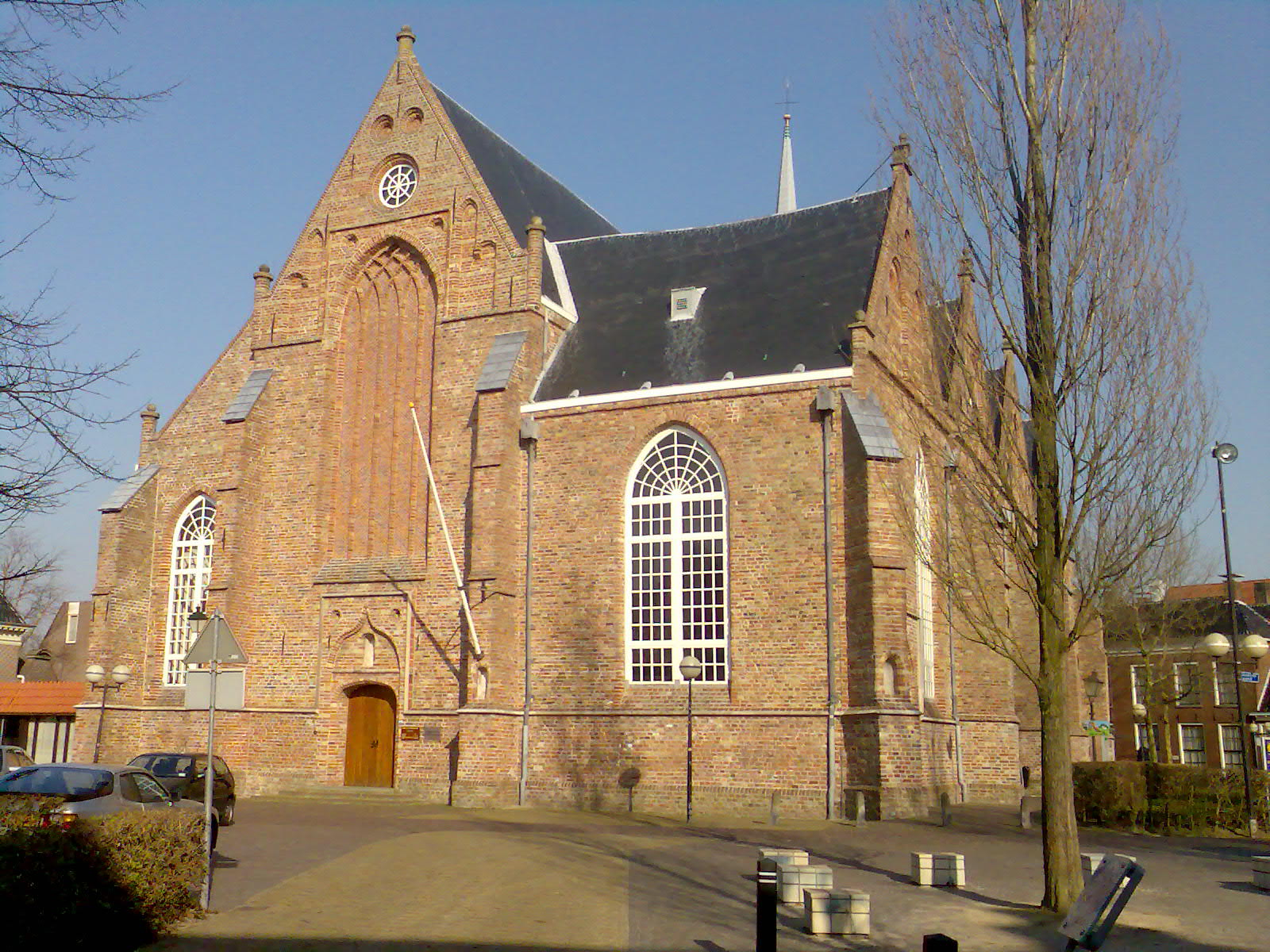
De Grote of Jacobijnerkerk (13e eeuw)

In 2017 vond er een grootschalige kerkgemeentelijke fusie plaats van de protestantse kerkgemeente.  Het grootste kerkgebouw is de Grote of Jacobijnerkerk uit de 13e eeuw (met de  Grafkelder van de Friese Nassaus). De Galileërkerk (15e eeuw) werd in 1940 gesloopt. 
De gereformeerden hadden vijf kerkgebouwen, waarvan er drie gesloopt zijn: Oosterkerk (1910-1981), Koepelkerk (1923), Pelikaankerk (1932), Fenix (1960-2018) en Adelaarkerk (1972-2024). Het periodiek van de protestantse kerken heet De Geandewei.

### Jodendom
- Synagoge Leeuwarden (Sacramentstraat)
- Synagoge Leeuwarden (Slotmakersstraat)

### Oosters-orthodox
In De Koepel in de wijk Bilgaard huisvest het Russisch-orthodox klooster van de Heilige Sint Nicolaas. Voorheen werden in De Stelp aan de Huizumerlaan de vieringen gehouden van de Russisch Orthodoxe Parochie van Heilige Johannes de Doper. De Russisch-orthodoxe kerk in Leeuwarden valt onder het patriarchaat van Moskou.

### Islam
- Moskee Ulu Camii (Turks)
- Moskee Assalam (Marokkaans)

### Oecumene
Sinds 1 februari 1982 is er in Leeuwarden vanuit oecumenische gedachte een basisgemeente opgericht: Oecumenische Basisgemeente Leeuwarden (OBL). Deze houdt haar vieringen in de Waalse kerk.
Binnen andere gemeenschappen zijn er van tijd tot tijd oecumenische kerkdiensten - al dan niet opgezet in samenwerking met andere gemeenschappen dan wel op eigen initiatief.

## Media
Voor nieuwsgaring zijn er in Leeuwarden diverse kanalen. De twee dagbladen die zich beide op de gehele provincie richten zijn de Leeuwarder Courant (opgericht in 1752) en het Friesch Dagblad (sinds 1903). Verder zijn er de gratis bladen zoals RondOm Leeuwarden, Huis aan Huis, Stadsblad Liwwadders en UIT (ook als bijlage van de Leeuwarder Courant).
Omrop Fryslân richt zich met radio, tv en internet met name op de gehele provincie en de lokale omroep Omroep LEO (tot 1 september 2014 Omroep Mercurius) richt zich met dezelfde middelen specifiek op de gemeente Leeuwarden. Op internet zijn de nieuwswebsites www.halloleeuwarden.nl en www.liwwadders.nl sterk vertegenwoordigd, evenals de sites van de beide dagbladen en de beide omroepen. Omroep LEO zendt ook via een kabelkrant nieuwsberichten uit, gecombineerd met de radio-uitzendingen. De raadsvergaderingen worden rechtstreeks uitgezonden via het lokale radiostation dat ook uitzendt via internet.